# 윌리엄 보닌
프리웨이 킬러(영어: Freeway Killer)로도 알려진 윌리엄 조지아 보닌(영어: William George Bonin, 1947년 1월 8일 ~ 1996년 2월 23일)은 미국의 연쇄살인범이자 최소 21명의 소년과 청년을 1979년과 1980년 캘리포니아 남부에서 연쇄살인으로 강간, 고문, 살인을 저지른 두 차례 가석방된 성범죄자였다. 보닌은 또 15건의 추가 살인을 저지른 혐의를 받고 있다. 검찰이 첫 재판에서 "존재했던 사람 중 가장 악독한 사람"이라고 표현한 보닌은 1982년과 1983년 두 번의 별도 재판에서 '프리웨이 킬러'와 연계된 살인 사건 중 14건을 유죄로 선고받았다. 그는 1996년 샌 퀜틴 주립 교도소에서 독극물 주사로 처형되기 전까지 14년간 사형수 생활을 했다.
보닌은 남부 캘리포니아에서 수많은 고속도로와 함께 희생자들의 시신 대부분이 발견됐다는 사실 때문에 '프리웨이 킬러'로 알려지게 되었다. 그는 이 별명이 있고 관련이 없는 두 명의 연쇄 살인범인 패트릭 키어니와 랜디 크래프트와 같은 수식어를 공유하고 있다.

## 생애

### 유년기
윌리엄 보닌은 1947년 1월 8일 코네티컷주 윌리만틱에서 로버트와 앨리스 보닌이 낳은 세 형제 중 둘째로 태어났다. 보닌의 부모는 알코올 중독자였고, 아버지는 아내와 자식들에게 육체적으로 학대하는 강박적인 도박꾼이었다. 보닌과 그의 형제들은 어렸을 때 심하게 방치되었고, 종종 동정심 많은 이웃들에게 먹이고 옷을 입혔다. 또 형제는 어린 시절, 사춘기 시절 보닌의 어머니를 성추행한 전력이 있고, 손주 3명에게 성폭행을 가한 것으로 알려진 유죄판결을 받은 아동 성추행범인 할아버지의 보살핌에 자주 맡겨졌다.
1953년, 보닌의 어머니는 아버지의 신체적 폭력으로부터 아이들을 보호하기 위한 노력으로 그녀의 아들을 고아원에 두었다. 이 고아원은 아이들이 경미하고 중대한 행동 위반으로 인해 혹독한 처벌을 받는 것으로 알려져 있으며, 심한 구타, 다양한 스트레스 위치, 그리고 물로 가득 찬 싱크대에 부분적으로 익사하는 등의 처벌을 받았다. 보닌은 나중에 유년기와 청소년기의 여러 측면을 자유롭게 논했지만, 학대자가 먼저 자신의 (보닌의) 손을 뒤로 묶을 경우에만 나이든 남성들로부터 성적인 진보를 승낙했다는 사실을 누설할 수 밖에 없는 것을 넘어 고아원에 대한 자신의 기억을 논하기를 거부했다. 그는 9살까지 고아원에 남아 있을 예정이었는데, 그 때 맨스필드 마을에서 부모와 함께 살기 위해 돌아왔다.
보닌은 10세 때 차량 번호판을 훔친 혐의로 체포돼 각종 경범죄로 소년원에 수감됐다. 이 소년원에 수용되는 동안, 그는 그의 성인 상담자를 포함한 몇몇 사람들에게 신체적, 성적 학대를 반복했다. 4년 후인 1961년, 그들의 집이 압류될 것이라는 전망에 직면하여, 보닌의 부모는 캘리포니아로 이주를 선택했다. 보닌 가족은 다우니 시의 안젤 가에 있는 소박한 집에 정착했다. 그 직후 보닌의 아버지는 간경변으로 사망했다.
보닌은 이 주소지에서 생활하면서 동생과 동네 아이들 몇 명을 성추행한 것으로 알려졌다. 이 아이들 중 많은 수가 술 약속으로 보닌의 집으로 유인되었고, 알려진 희생자들은 모두 보닌의 나이보다 어렸다. 보닌은 이러한 성추행 행위 외에도 10대 시절 강도, 소소한 절도, 대절도 등의 여러 가지 행위를 저지른 것으로 알려져 있다.

### 약혼과 미 공군
1965년 고등학교를 졸업한 직후, 보닌은 결혼에 약혼했다. 이 약혼은 결혼의 전망이 아들의 명백한 동성애를 잠재울 것이라고 믿는 그의 어머니의 대부분 요청에 따른 것이었다. 졸업 같은 해, 보닌은 미 공군에 입대했다. 그는 이후 베트남전에서 공중포병으로서 5개월간 현역으로 복무하며 700시간이 넘는 전투와 순찰시간을 기록했다. 보닌은 나중에 베트남에서의 그의 경험이 그의 내부에 인간의 삶이 과대평가되어 있다는 믿음을 심어주었다고 주장할 것이다.
한 번은 적의 포화를 받는 동안 자신의 목숨을 걸고 부상당한 동료 비행사의 목숨을 구하기도 했다. 이 행동으로 보닌은 용맹함을 인정받아 훈장을 받았다. 보닌은 이후 베트남에서 남녀 간 합의된 성관계를 맺었다고 주장했으며, 테트 공세 기간 중 총구를 겨누며 동료 군인 2명을 성폭행한 사실도 인정했다.
보닌은 1968년 10월 명예 제대를 받기 전까지 3년간 미 공군에 복무했다. 제대하자마자 보닌은 다우니로 돌아와 어머니와 함께 살았다. 그 직후, 그는 약혼자와 결혼했고, 그 부부는 곧 이혼했다.

## 첫 유죄판결
1968년 11월 17일, 21세의 나이에 보닌은 한 청년에게 성폭행을 저질렀다. 그는 앞으로 4개월에 걸쳐 소년과 청소년들에게 세 차례 더 성폭력을 가할 예정이었다. 이 네 건의 폭행의 희생자는 12세에서 18세 사이였고, 각각의 경우, 그는 강제적으로 소돔, 구강복제, 그리고 그의 희생자들의 고환을 쥐어짜는 고문을 하기 전에 그의 희생자를 구속하거나 구속했다.
1969년 초, 보닌은 자신의 차에 유인한 16세 청소년을 제지하려다 체포되었다. 그는 납치, 폭행 또는 퇴위시킨 최종 청소년의 경우 5가지 유괴, 4가지 소도미, 1가지 구강복제, 1가지 아동 성추행 혐의로 기소되었다. 지난 11월 이후 폭행을 시도했다. 보닌은 강제 구강복제 및 성추행 혐의를 인정했으며 1971년 1월 정신착란성범죄자로 아타스카데로 국립병원에 입원했다.
보닌은 이 병원에 구금된 상태에서 정신감정을 받았는데, 이 검사 결과 평균 지능지수가 121보다 높았고, 뇌의 전두엽 피질 손상과 더불어 매니큐어 우울증의 특징을 보여 어떤 격렬한 충동을 억제하는 능력이 떨어질 가능성이 있다. 보닌의 신체검사에서도 코네티컷 소년원에 수용된 3년 동안 앓았을 것 같은 머리와 엉덩이 등에 광범위한 흉터가 드러났는데, 보닌은 이러한 학대 사건에 대한 기억이 없다고 주장했다.
아타스카데로 국립병원에 도착한 지 2년 후, 보닌은 감옥으로 보내졌고, 추가 치료에는 적합하지 않다고 선언되었는데, 이는 그가 남성 수감자들과 반복적으로 성행위를 했기 때문이다. 1974년 6월 11일, 의사들이 그가 "더 이상 다른 사람들의 건강과 안전에 위험하지 않다"고 결론 내린 후, 그는 감옥에서 풀려났다.

### 추가 범죄 및 감금
1974년 9월 8일, 보닌은 가든그로브에서 데이비드 앨런 맥비커라는 이름의 14살짜리 히치하이킹을 만났다. 맥비커는 보닌이 자신을 헌팅턴비치에 있는 그의 부모님 집으로 데려다 주겠다는 제안을 받아들였다. 맥비커가 보닌의 차에 탄 직후, 그는 보닌이 그에게 게이가 아니냐고 묻는 것에 당황했다. 맥비커가 보닌에게 차를 세우라고 하자 보닌은 총을 생산해 젊은이를 인적이 드문 들판으로 몰고 갔고, 그곳에서 그는 맥비커에게 옷을 벗으라고 명령한 다음 그를 때리고 강간했다. 보닌은 맥비커를 때리고 폭행한 뒤 자신의 티셔츠로 청년들을 목 졸라 살해하기 시작했고, 맥비커가 비명을 지르기 시작하자 곧바로 사과하는 태도를 보였다. 그리고 나서 그는 맥비커를 집으로 데려다 주다가 무심코 "다시 만나자"고 말했다.
맥비커는 즉시 그의 어머니에게 강간 사실을 알렸다. 그녀는 차례로 가든 그로브 경찰에 알렸다. 그 직후 보닌은 미성년자의 강간과 강제 구강복제, 그리고 보닌이 맥비커를 폭행한 지 이틀 만에 발생한 15세 유괴미수 혐의로 기소되었다. 이 두 번째 사례에서, 보닌은 15살짜리 아이를 성적으로 제안했는데, 그는 보닌이 제안한 35달러의 성관계를 거절했다. 이에 보닌은 자신의 차량으로 청년들을 치려고 시도했었다.
보닌은 이러한 혐의에 대해 유죄를 인정했고, 1975년 12월 31일, 그는 1년에서 15년 사이의 징역형을 선고받았고, 산루이스오비스포의 캘리포니아 남성 시설에서 복역했다. 그는 비록 18개월의 감독관찰이 있었지만 1978년 10월 11일 구류에서 풀려났다.

## 해제

### 버논 버츠와 아는 사이
그의 석방과 동시에 보닌은 다우니의 아파트 단지(어머니 집에서 약 1마일)로 이사했고, 곧 신뢰할 수 있는 드라이브 어웨이라는 몬테벨로 배달 회사의 트럭 운전사로 취직했다. 동네 10대 소년들 사이에서도 아파트에서 교제할 수 있게 해주고 미성년자를 위해 술을 사주는 사교적인 개인으로 명성을 쌓았다. 게다가, 보닌은 롤러스케이트의 취미에 참여하기 위해 정기적으로 일요일마다 애너하임에 동행하는 지인들에게 젊은 여성과 데이트를 했다.
그의 아파트로 이사한 직후, 보닌은 에버렛 프레이저라는 43세의 이웃을 알게 되었다. 보닌은 자신의 아파트에서 열린 단골 파티의 단골 참석자가 되었고, 이러한 친목모임을 통해 21세의 버논 버츠와 18세의 그레고리 마일리를 알게 되었다. 오컬티즘에 매료된 도자기공장이자 파트타임 마술사 버츠는 나중에 보닌에 매료되기도 하고 두려워하기도 했다고 주장하는 한편, 보닌이 피해자들을 학대하고 고문하는 것을 보는 데 큰 기쁨을 누렸다고 거리낌 없이 시인했다. IQ 56의 문맹인 텍사스 출신으로 캐주얼한 업무로 자신을 지탱하고 있는 마일리는 또한 보닌과 동행한 살인에 적극적으로 가담했다.

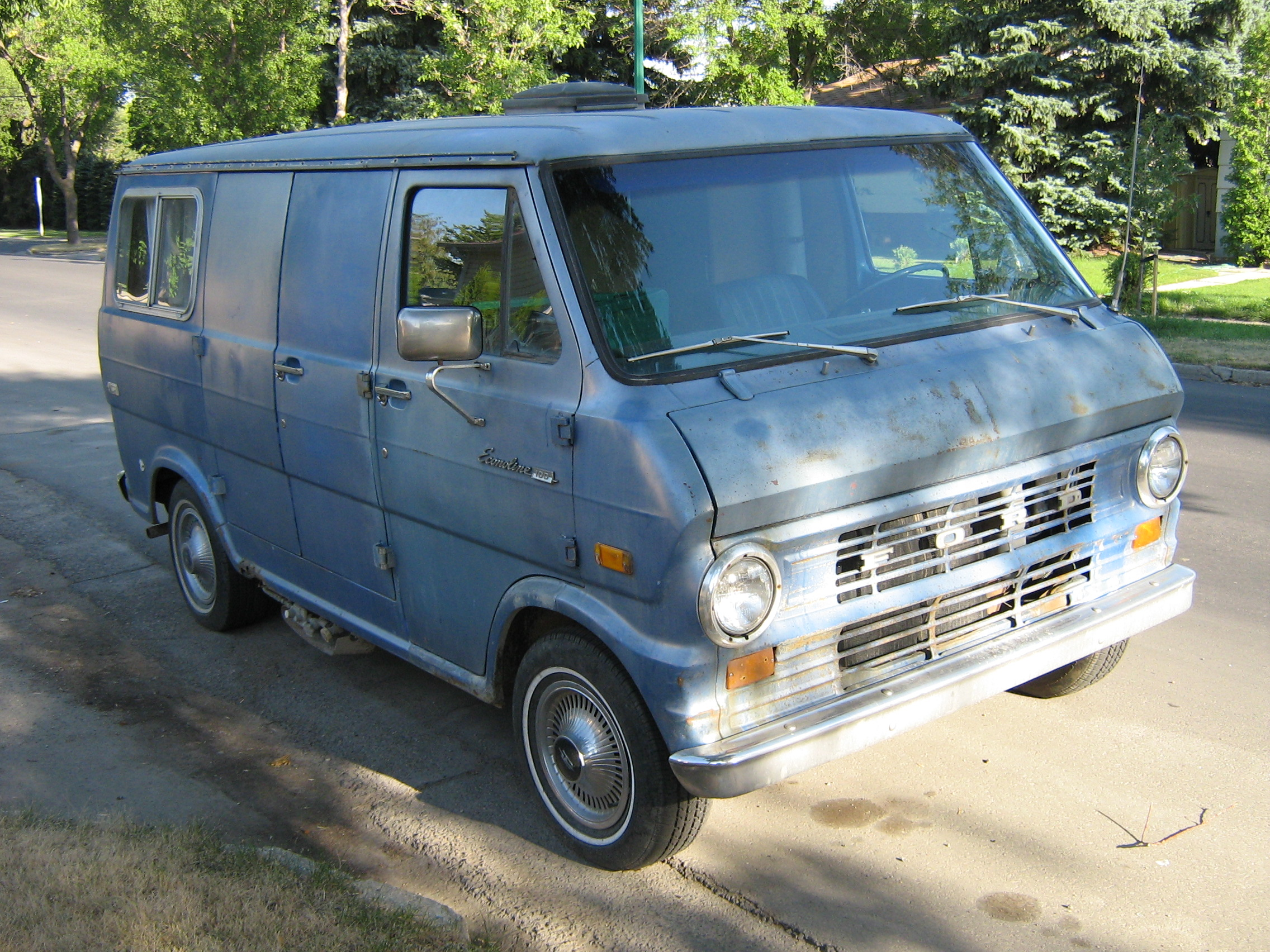
포드 이코노라인 2세대 승합차. 보닌은 납치를 저지를 때 이 밴의 올리브 그린 모델을 운전했다.

## 무차별 살인
보닌은 보통 어린 남자 히치하이킹, 남학생, 또는 때때로 남자 매춘부를 희생자로 선택했다. 12세에서 19세의 피해자들은 그의 포드 이코노라인 승합차에 유인되거나 강제 연행되었는데, 그곳에서 그들은 수갑과 철사 또는 끈을 결합한 채 제압되고 손과 발을 묶였다. 그 후 그들은 성폭행을 당했고 얼굴, 머리, 성기에 대해 광범위하게 구타를 당했으며 고문을 당한 후, 비록 일부 희생자들은 칼에 찔리거나 구타당해 죽었지만, 대개 그들 자신의 티셔츠로 목을 졸라 살해당했다. 한 피해자인 다린 켄드릭은 염산을 마실 수 밖에 없었고, 세 피해자는 귀에 얼음 도끼를 박고 있었고,또 다른 피해자인 마크 셸턴은 쇼크로 사망했다.
보닌은 잠재적 피해자가 자신의 차량에서 탈출할 가능성을 최소화하기 위해 승합차의 조수석 측면과 뒷좌석 문에서 내부 손잡이를 모두 제거하고, 희생자들의 구속과 고문을 용이하게 하기 위해 차량에 묶인 끈, 칼, 생활도구, 기타 기구들을 보관했다. 희생자들은 보통 그의 밴 안에서 살해되었다. 그들의 시체가 캘리포니아 남부의 여러 고속도로와 나란히 혹은 가까이 버려지기 전에 말이다.
최소 12건의 살인에서 보닌은 알려진 공범 4명 중 1명 이상의 도움을 받았다. 보닌의 이후 자백에 따르면, 그가 피해자들을 향해 보인 만행의 수위는 만족스러운 수준의 행복감을 얻기 위해 복용량을 늘려야 하는 마약 중독자와 비슷했고, 보닌은 나중에 신경과 의사들에게 강한 감각을 느꼈다고 말했다. "희생자를 찾으면서 흥분한 것 같군."

### 첫 번째 살인과 최초 체포
보닌이 기소된 첫 번째 살인은 토마스 글렌 룬드그렌이라는 13세 히치하이킹의 살인이었다. 룬드그렌은 1979년 5월 28일 오전 10시 50분에 레세다에 있는 부모님의 집을 떠나는 것이 마지막으로 목격되었다. 티셔츠와 신발, 양말만 걸친 그의 시체가 같은 날 오후 아구라에서 발견되었다. 부검 결과 룬드그렌은 두개골이 여러 개의 골절상을 지속하는 등 얼굴과 머리에 발작과 충격을 받은 것으로 밝혀졌다. 게다가 청년들은 목을 베고 광범위하게 칼에 찔리고 목이 졸려 죽었었다. 그의 속옷과 청바지, 절단된 성기가 그의 몸에 가까운 들판에 널려 있는 것이 발견되었다. 룬드그렌 납치 살해 사건에서 보닌은 '프리웨이 킬러'로 추정되는 최소 8건의 추가 살인에 보닌을 동반하거나 방조한 혐의를 받고 있는 버츠의 도움을 받았다.
1979년 중반, 보닌은 데이나포인트 해안가에서 17세 소년을 성추행한 혐의로 다시 체포되었다. 이러한 가석방 조건 위반은 보닌이 복역하는 결과를 낳았어야 했지만, 보닌의 예정된 법정일 이전에 행해진 행정상의 실수로 그는 석방되었다. 프레이저는 자신이 수감되어 있던 오렌지 카운티 감옥에서 보닌을 구하러 차를 몰았다. 그는 나중에 보닌을 집으로 데려다주면서 보닌이 당시 (프레이저)가 회한의 표현으로 해석했던 진술을 다시 떠올렸다. "다시는 이런 일이 내게 일어나지 않을 거야."

## 프리웨이 킬러 살인 사건
룬드그렌 살해 사건 두 달 후인 1979년 8월 4일, 보닌과 버츠는 17세의 마크 셸턴을 납치했다. 그 젊은이가 자신의 웨스트민스터 집을 나와 비치 대로 근처의 영화관으로 걸어간 직후였다. 이웃 주민들에 의해 셸턴 가족 근처에서 비명소리가 들리면서 셸턴이 강제로 납치되었을 가능성이 크다. 이 청소년은 수영장 큐를 포함한 이물질로 인해 몸이 충격 상태에 빠졌고 이는 치명적인 것으로 판명되었다. 그 후 그의 시신은 샌버너디노 카운티에 버려졌다.
다음날, 보닌과 버츠는 퍼시픽 코스트 고속도로에서 히치하이킹을 시도하던 17세의 서독 학생 마커스 글래스를 만났다. 글래스는 긴 끈과 점화 와이어로 묶인 채 보닌의 집으로 몰렸는데, 그곳에서 그는 라스 비르제네스 캐년 로드와 가까운 말리부 크리크에서 누드 시체가 버려지기 전까지 총 77차례나 토벌되고 구타당하고 칼에 찔렸다. 그의 시신은 다음날 아침 발견되었는데, 한 조사관이 피해자에게 가해진 상처의 네트워크를 광견병에 걸린 개에게 비유하여 언제 물어야 할지 결정하지 못했다.
8월 27일, 보닌과 버츠는 15살의 할리우드 청년 도널드 레이 하이든을 납치했다. 하이든은 오전 1시 산타모니카 대로를 따라 산 채로 걸어가는 모습이 마지막으로 목격됐다. 그의 시신은 같은 날 아침 벤투라 고속도로 진입로 근처에 위치한 쓰레기통에서 건설 노동자에 의해 발견되었다. 히든은 묶인 채 죽기 전에 묶여서 얼굴 주위에서 두들겨 맞고 소도미를 한 다음 목과 성기를 찌르고 두개골 주위에서 허우적거렸었다. 또한 그의 고환을 제거하고 목을 베려는 명백한 시도가 있었다.
하이든을 살해한 지 2주 후인 9월 9일, 보닌과 버츠는 데이비드 루이스 무릴로라는 이름의 17세의 라 미라다 청년을 우연히 만나 영화관으로 자전거를 탔다. 무릴로는 보닌의 승합차에 유인되었는데, 거기서 묶인 채 반복적으로 강간당하고 타이어 다리미로 두개골에 대한 광범위한 타격을 입힌 다음, 101번 고속도로와 나란히 있는 담쟁이덩굴의 제방 위로 자신의 누드 시체가 던져지기 전에 끈으로 목을 졸랐다. 무릴로를 살해한 지 8일 후인 9월 17일, 로버트 크리스토퍼 위로섹이라는 18세의 뉴포트 비치 청년은 식료품점에서 자전거를 타고 출근하다가 납치되었다. 그의 시신은 9월 27일 주간 고속도로 10번과 함께 발견되었다.
보닌은 11월 1일경 자신과 버츠가 키가 5피트 10인치 정도 되는 정체불명의 청년을 납치해 살해하고, 19세에서 25세 사이인 것으로 추정될 때까지 다시 살인을 저지른 것으로 알려져 있지 않다. 이 희생자는 잔인하게 구타당한 후 베이커스필드 남쪽에 있는 99번 국도 옆에 있는 관개 도랑에 버려지기 전에 목이 졸려 죽었어 비록 확인되지 않았지만, 보닌은 나중에 이 희생자의 나이를 23세로 추정했고, 살해 전에 이 희생자의 콧구멍과 귀에 얼음 도끼를 삽입한 것을 자유롭게 인정했다.
약 4주 후, 보닌 (혼자 작전)은 프랭크 데니스 폭스라는 이름의 17세의 벨플라워 청년을 납치하고 목을 졸랐고, 이틀 후 그의 시신은 산후안 카피스트라노에서 동쪽으로 5마일 떨어진 오르테가 고속도로 옆에서 발견되었다. 몸 자체에는 얼굴과 머리에 광범위한 둔기 외상의 흔적이 있었으며, 손목과 발목에 묶인 자국은 폭스가 시련 내내 묶여 있었다는 것을 보여준다. 현장에서 옷이나 다른 신원을 확인할 수 있는 증거는 발견되지 않았다. 폭스가 살해된 지 열흘 후, 15세의 롱비치 청년 존 프레드릭 킬패트릭은 친구들과 어울리기 위해 부모님 집을 떠난 후 사라졌다. 킬패트릭은 리알토의 외딴 지역에 시신이 버려지기 전에 목이 졸려 사망했다. 그의 시신은 12월 13일에 발견되었다. 킬패트릭은 1980년 8월 5일까지 존 도인으로 알려져 있다.
1980년 1월 1일, 보닌은 마이클 프랜시스 맥도날드라는 이름의 16세 온타리오 청년을 잔인하게 살해하고 목졸라 죽였다. 그의 완전히 옷을 입은 시체는 3월 24일까지는 그의 신원이 확인되지 않았지만, 샌 버나디노 카운티 서부의 주도 71번 고속도로 옆에서 발견되었다.

### 그레고리 마일리의 참여
2월 3일, 보닌은 18세의 마일리와 함께 다우니에서 헐리우드로 차를 몰고 갔다. 이 커플은 산타 모니카 대로를 따라 히치하이킹을 하며 스타우드 나이트클럽에 가까이 서 있는 찰스 미란다라는 15살짜리 아이를 우연히 만났다. 마일리에 따르면, 보닌과 미란다는 그가 운전할 때 밴 뒤쪽에서 합의된 성행위를 하다가 보닌이 마일리에게 "키드는 죽을 거야"라고 속삭였다. 그때 미란다는 보닌에게 제압당하고 속박당했는데, 보닌은 청년들에게 자신이 가진 돈이 얼마냐고 물었다. 미란다가 "약 6달러"라고 대답했을 때, 보닌은 마일리에게 그의 피해자를 강간하기 전에 청년의 지갑을 가져가라고 명령했다. 마일리도 청년들을 강간하려 했으나 발기를 지속할 수 없었다. 좌절감에 빠진 마일리는 여러 가지 날카로운 물건으로 미란다를 폭행한 뒤 보닌이 청년들을 때리는 것을 도왔다. 그러자 보닌은 마일리언이 미란다의 가슴 위로 계속 뛰어올랐을 때 티셔츠와 타이어 아이언으로 미란다를 목 졸라 죽였다. 그리고 나서 그의 누드 시체는 로스앤젤레스의 이스트 2번가와 나란히 있는 골목길에 버려졌다.
두 사람이 미란다의 시체를 버린 지 5분 후, 보닌은 마일리에게 "또 뿔이 났어, 가서 다른 것을 하자."고 제안했다. 몇 시간 후, 헌팅턴 비치에서, 이 둘은 비치 대로와 슬레이터 애비뉴의 모퉁이에 있는 버스 정류장에서 제임스 마카베라는 이름의 12살짜리 아이를 만났다. 마카베는 목적지인 디즈니랜드로 차를 몰고 가겠다는 약속에 따라 보닌의 승합차로 유인되었다. 마일리에 따르면 이 소년은 보닌이 밴을 주차한 식료품점 주차장으로 차를 몰자 자발적으로 밴의 뒤쪽으로 들어가 차량 뒤쪽으로 들어갔다. 그리고 나서 마일리는 나중에 그가 "매우, 매우 먼 거리"라고 묘사한 것에 대해 목적 없이 운전했다. 차를 몰면서 마일리는 보닌이 그를 때리고 강간할 때 마카베가 우는 소리를 계속 들었고, 그 후 소년에게 억지로 품에 안겨 잠을 청했다. 그리고 나서 마일리는 보닌과 함께 아이를 때리고 단순히 그렇게 하는 것을 "느꼈다"는 이유만으로 그의 목을 타이어 다리미로 짓누르는 일에 동참했다. 그리고 나서 보닌은 자신의 티셔츠로 마카베를 목 졸라 죽였고, 그 커플은 완전히 옷을 입고 두들겨 맞은 그의 시체를 호두 시에 있는 쓰레기통과 함께 버렸다. 마카베의 시신은 사흘 후에 발견되었다.
2월 4일, 보닌은 가석방 조건을 위반한 혐의로 체포되었다. 그는 3월 4일까지 오렌지 카운티 교도소에 수감되었다.

## 후속 살인
보닌이 석방된 지 열흘 후인 3월 14일, 그는 로널드 개틀린이라는 18세의 반 누이스 청년을 납치하여 살해했다. 개틀린은 친구의 집을 떠난 직후 납치되었다. 그는 구타당했고, 소돔에 걸렸고, 귀와 목에 몇 개의 깊고 천공된 얼음 도끼의 상처를 입은 후 끈으로 목이 졸렸다. 손발이 묶인 개틀린의 시신은 이튿날 두아르테 시에서 발견되었다. 일주일 후인 3월 21일, 보닌은 그의 밴에 글렌 바커라는 이름의 14살짜리 어린이를 유인했다. 바커는 또한 강간당하고, 구타당하고, 끈으로 목이 졸려 죽었으며, 그의 몸에는 담뱃불로 인해 목까지 수많은 화상을 입었다는 증거가 있었다. 게다가 바커는 자신의 직장을 넓게 확장시킨 이물질로 인해 유린당했었다. 같은 날 오후 4시, 가든 그로브에 있는 버스 정류장에서 러셀 러그라는 이름의 15세 소녀가 납치되었다. 루흐는 클리블랜드 국립 숲에 있는 바커와 함께 버려지기 전까지 약 8시간 동안 감금된 후 묶이고 맞고 목이 졸려 죽었다. 이 청소년들의 누드 시체는 3월 23일에 발견되었다.

### 윌리엄 푸와의 만남
1980년 3월 어느 금요일 저녁, 보닌은 윌리엄 레이 푸라는 이름의 17살짜리 아이를 프레이저의 집을 떠날 때 집으로 데려다 주겠다고 제안했다. 그 놀이기구를 수락한 지 몇 분도 되지 않아 보닌은 푸에게 자신과 섹스를 하고 싶은지 물었다. 푸는 나중에 이 질문을 듣고 당황하고 더듬거렸고, 몇 분 동안 말없이 앉아 있다가 보닌이 정지등에서 밴의 속도를 늦추자 차에서 내리려고 시도했다고 말했다. 이에 보닌은 말없이 몸을 기대고 푸의 멱살을 잡으며 다시 조수석으로 끌고 들어갔다. 푸에 따르면 보닌은 이어 금요일과 토요일 밤 젊은 남성 히치하이커를 납치하는 것을 즐겼다고 털어놓았고, 보닌은 자신의 티셔츠로 목을 졸라 죽이기 전에 이를 제지하고 학대했다. 그러자 보닌은 사실적인 어조로 푸에게 "누군가를 죽이고 싶다면 계획을 세워 피해자를 고르기 전에 시신을 유기할 장소를 찾아야 한다"고 알렸다. 그리고 나서 보닌은 푸에게 감정 때문에 그를 폭행하고 죽이는 것을 자제하지 않기로 결정했다고 알려주었다. 그는 그 두 사람이 함께 프레이저의 파티를 떠나는 것이 목격되었기 때문에 면했다. 푸는 폭행을 당하지 않고 집으로 쫓겨갔다.

### 해리 터너 살인 사건
3월 24일, 보닌과 푸는 로스앤젤레스의 거리에서 15살짜리 가출자 해리 토드 터너를 납치했다. 터너는 보닌과 푸를 만나기 나흘 전에 랭커스터의 사막 공동체에 있는 소년원에서 도망쳤다. 푸는 나중에 자신과 보닌이 성관계로 20달러의 제안으로 터너를 보닌의 밴으로 유인했다고 증언할 예정이었다. 묶고, 소름끼치고, 청년들을 물어뜯은 후, 보닌은 푸에게 "그(터너)를 때려라"고 명령했다. 푸가 몇 분 동안 터너의 머리와 몸뚱이를 마구 때린 후, 보닌은 자신의 티셔츠로 청년들을 목 졸라 죽인 뒤 로스앤젤레스 사업장으로 가는 뒷배달 문에서 자신의 몸을 버렸다. 터너의 부검 결과 청년의 성기가 훼손된 것으로 밝혀졌으며, 목이 졸리기 전에 둔기에 의해 가해진 두개골에 총 8개의 골절상을 입은 상태였다.

## 후기 살인
오후, 보닌은 학교에 걸어온 스티븐 존 우드라는 16세의 벨플라워 청년을 납치했다. 그는 그날 아침 치과 예약에 참석했고, 그의 누드, 광범위하게 구타당한 시체는 태평양 해안 고속도로와 가까운 롱비치 골목길에 버려졌다. 현장에서 옷이나 다른 신원을 확인할 수 있는 증거는 발견되지 않았다. 우드의 부검 결과 젊은이는 끈으로 목을 졸라 살해된 것으로 밝혀졌다.
그로부터 3주 후인 4월 29일 스탠튼 슈퍼마켓 구내에 주차해 있던 보닌과 버츠는 청소년 약품 판매를 핑계로 19세 직원 다린 켄드릭을 보닌의 밴으로 유인했다. 켄드릭은 버츠의 아파트로 몰렸고, 그곳에서 그는 두 남자에게 제압당하고 묶였다. 켄드릭은 지속되는 소도미, 부분적인 끈적끈적한 교살 외에도 보닌에 의해 염산을 마시게 되어 입, 턱, 위, 가슴에 가성 화학 화상을 입게 되었다. 그러자 버츠가 켄드릭의 귀에 얼음 도끼를 박아 청년의 경추 척수에 치명상을 입혔다. 그의 시체는 아르테시아 고속도로 근처의 창고 뒤에 버려졌는데, 그의 귀에 아직도 튀어나온 두개골에 몰아 넣은 얼음 도끼가 있었다.
5월 12일, 보닌은 나중에 그가 "주위에 있는 것이 지겨워" 아침에 깨어났을 때 죽이기로 결심했다고 말한 그의 17살 지인을 납치하여 살해했다. 이 지인인 로렌스 샤프의 시신은 웨스트민스터 주유소 뒤에 버려졌다. 그의 시신은 5월 18일 발견되었으며, 그의 부검 결과 샤프는 묶이고 토벌된 것 외에도 얼굴과 몸에 대해 광범위하게 구타를 당한 다음 끈으로 목을 졸랐던 것으로 밝혀졌다. 샤프를 살해한 지 일주일 뒤인 5월 19일 보닌은 버츠에게 살인에 동행해 달라고 요청했지만, 이 경우 버츠가 동행하지 않은 것으로 알려졌다. 혼자서 수술한 보닌은 다우니의 버스 정류장에서 숀 킹이라는 14세의 사우스게이트 청년을 납치해 살해한 뒤 유카이파 주 라이브 오크 캐니언에 시신을 유기했다. 그러자 보닌은 버츠의 거처를 찾아가 공범에게 살해를 자랑했다.

### 제임스 먼로 지인
킹을 살해한 지 9일 만에 보닌은 제임스 마이클 먼로라는 18세 노숙인 부랑자를 초대해 어머니와 함께 살던 아파트로 이사했다. 먼로는 1980년 초 고향 미시간주의 가족 집에서 쫓겨나 몇 주 동안 헐리우드 거리에서 거친 생활을 해왔다. 그만큼 먼로는 보닌의 숙박 제의를 흔쾌히 받아들였다. 앞서 마일리도 그랬듯이 여성과의 성관계를 선호하는 양성애자인 먼로 역시 보닌과 합의된 성관계를 시작했다. 이어 보닌이 근무했던 몬테벨로 택배회사에의 취업 제의를 받아들였다. 먼로는 6월 1일 저녁, 갑자기 두 사람이 10대 히치하이커를 납치, 강간, 살해하기를 원한다고 로에게 알렸지만, 나중에 보닌에 대한 자신의 첫인상을 "좋은 남자, 정말 평범한 남자"라고 묘사했다.

## 감시
1980년 초까지, 프리웨이 킬러가 저지른 살인은 상당한 언론의 주목을 받았고, 가해자나 가해자의 유죄 판결로 이어지는 정보에 총 5만 달러의 보상금이 주요 동성애자 권리 운동가들에 의해 제시되었다. 보닌은 자신의 범인 검거를 기록한 신문 스크랩을 열심히 수집했다.
이 단계까지 전년도 내에 발생한 많은 살인 사건들 사이의 결정적인 연관성을 결정하게 되면서, 납치되거나 발견되었던 여러 관할 지역의 수사관들은 그들 스스로 가해자를 위한 집단 수색에서 정보를 공유하기 시작했다. 프리웨이 킬러가 가장 정기적으로 희생자들의 시신을 유괴하거나 예치했던 관할구역 중 3곳의 경찰관 6명이 용의자 검거 전담팀을 구성했다. 이들 중 1명은 나중에 소환한 경찰로서 2명당 평균 한 명꼴로 파업하고 있었다. 1980년 봄의 몇 주.
1980년 5월까지 푸는 자동차 절도죄로 체포되어 로스 파드리노스 소년법원에 수용되었다. 5월 29일, 푸는 현지 라디오 방송에서 진행중인 살인사건의 자세한 내용을 엿들었고, 두 달 전 보닌이 그에게 설명한 대로 가해자의 범행 수법을 인정했다고 상담원에게 털어놓았다. 이 상담가는 푸의 의혹을 경찰에 신고했고, 경찰은 존 세인트 존이라는 LAPD 살인 경사에게 이 정보를 다시 전달했다. 상담원으로부터 기밀 제보를 들은 세인트 존은 푸와 광범위한 인터뷰를 했다. 푸는 보닌이 살해된 사건 중 하나에 실제로 동행했다는 사실을 부인했지만, 그가 제공한 정보가 세인트루이스를 이끌었다. 존은 보닌이 정말로 프리웨이 킬러였을지도 모른다고 추론하기 위해. (맥비커도 이때까지 당국과 접촉해 보닌이 가해자일지도 모른다는 의혹을 보도했었다. 그의 의혹은 기각된 것이 아니라 수사해야 할 많은 공적 조언 중 하나로 간주되었다.)
보닌의 배경에 대한 경찰 조사에서 10대 소년들을 성폭행한 혐의로 광범위한 유죄 판결을 받은 전력이 드러났다. 세인트 탐정 존은 감시팀을 파견하여 보닌의 동태를 감시하도록 했다. 본인에 대한 감시는 1980년 6월 2일 저녁에 시작되었다.

### 스티븐 웰스 살인 사건
경찰 감시가 시작된 같은 날 6월 2일, 보닌은 제임스 먼로와 함께 엘세군도 대로의 버스정류장에 서 있던 스티븐 제이 웰스라는 18세의 인쇄소 직원과 마주쳤다. 보닌과 문로는 젊은이를 밴 안으로 유인했다. 웰스가 양성애자라는 사실을 알게 된 보닌은 자신이 성관계를 갖기 전에 결박을 허락한다면 200달러를 받게 될 것이라는 약속에 따라 청년들을 자기 아파트로 동행하도록 설득했다. 보닌의 아파트에서 웰스는 묶이고 강간당하고 얼굴과 몸통에 대해 구타를 당한 다음 자신의 티셔츠로 목이 졸려 죽기 전에 살해당하라고 알렸다. 그리고 나서 보닌은 웰즈의 시체를 판지 상자 안에 넣어 먼로와 함께 밴으로 운반했다.
그리고 나서 그 커플은 버츠의 거주지로 차를 몰았다. 보닌이 처음 웰스의 시체를 보기 위해 초대했던 "우리는 밴에 그것을 가지고 있다. 그것은 좋은 것이다. 어서 나와서 보시오." 먼로에 따르면 시신을 본 버츠가 "아, 또 하나 있었구나!"라고 답하자 보닌이 처리 방법에 대해 조언을 구했다고 한다. 이후 보닌의 재판에서 먼로는 버츠의 반응을 떠올렸다. "이런 주유소를 써봐" "어디서든" "우리가 마지막 주유소를 버렸어." 먼로는 나중에 "버츠가 늦은 시간 때문에 인근 협곡에 젊은이의 시신을 버려야 한다고 적극적으로 만류했다고 증언했다. 웰즈의 시신은 대신 버려졌고, 5시간 후에 발견되었던 폐허가 된 헌팅턴 비치 주유소 뒤에 버려졌다.

## 체포
9일간의 감시 끝에, 1980년 6월 11일, 경찰은 보닌이 다섯 명의 십대 소년들을 자신의 밴으로 유인하는 데 성공하지 못한 채 겉보기에는 무작위로 운전하는 것을 목격했다. 경찰은 보닌의 승합차가 할리우드 고속도로 근처 황량한 주차장에 주차할 때까지 따라간 뒤 조심스레 차량에 접근했다. 차 안에서 들려오는 소음과 쿵 하는 소리를 들은 사복 경찰관들은 수갑을 채우고 묶은 17세의 오렌지 카운티 가출자 해롤드 유진 테이트를 강간하는 행위로 보닌을 발견했다.
처음에는 미성년자 성폭행 혐의로 기소되어 미란다 살인 혐의로 붙잡혔던 보닌은 25만 달러의 채권 대신 구금되었다. 다음날 먼로는 보닌의 차를 훔쳐 고향인 미시간주로 달아났다.
보닌의 밴 안에서, 수사관들은 프리웨이 킬러 살인사건에서 그의 과실을 증명하는 많은 유물들을 발견했다. 이 품목에는 나일론 코드 길이, 칼 종류, 타이어 다리미, 플라이어, 코트 행거 등 가정용 기구 등 다양한 고정 장치가 포함됐다. 더욱이 보닌의 승합차 내부와 자택 일부에는 피범벅이 광범위하게 깔려 있었고, 차량 조수석 쪽과 뒷좌석의 내부 손잡이는 피해자들이 차량을 빠져나가지 못하도록 명백한 노력으로 제거된 상태였다. 글러브 박스 안에서 수사관들은 또한 살인과 관련된 신문 스크랩북을 발견했다.

### 자백과 기소
처음에는 어떤 살인사건에서도 자신의 결백을 주장했지만, 보닌은 세인트루이스에게 자신의 죄를 고백했다. 존은 왕의 어머니가 보낸 열띤 편지를 읽은 후, 아들의 시신 위치를 밝히기를 간청했다. 몇 번의 저녁이 지나는 동안, 보닌은 21명의 소년과 청년들을 납치, 강간, 살해했다고 자백했다. 그는 자신의 행동에 대해 어떠한 후회도 표명하지 않았지만, 그는 붙잡힌 것에 대해 극도로 당혹스러움과 유감을 표했다. 보닌은 그의 살인 사건 내내 그의 주요 공범자는 버츠였으며, 마일리씨와 먼로는 다른 살인 사건에서 적극적인 공범이었다고 말했다. 보닌은 자신의 범죄에 대해 아무런 반성도 하지 않았으며, 나중에 그에게 만약 그가 아직 살아있다면 무엇을 할것인지를 묻는 한 기자에게 이렇게 말했다. "나는 여전히 살인을 하고 있을 것이고, 살인을 멈출 수 없었다. 한 사람 한 사람 한 사람 한 사람 한 사람 한 사람 한 사람 한 사람 한 사람씩."
보닌은 피와 정액 얼룩에 의한 많은 살인과 물리적으로 연관되어 있었고, 수많은 독특한 녹색 트리스켈리온 모양의 카펫 섬유가 보닌의 승합차 후면의 카펫과 정확히 일치하는 것으로 법의학적으로 증명되었다. 게다가, 세 명의 희생자들의 시신에서, 수사관들은 본인과 정확히 일치하는 것으로 판명된 머리카락 샘플을 발견했다. 의료 증거도 보닌이 기소된 살인 사건 중 6건이 독특한 윈드래스 교살 수법에 의해 저질러졌다는 것을 밝혀냈는데, 이는 로스앤젤레스 카운티 재판에서 검사가 "서명, 상표권"이라고 언급한 것이다.
당초 7월 25일 붙잡기 살인사건으로 정식 기소되어 7월 29일까지 보닌은 자신이 자백한 15건의 추가 살인으로 기소되었고, 검찰은 이 살인사건에 대해 유죄 판결을 받을 충분한 증거가 있다고 믿고 있었다. 보닌은 16건의 살인 혐의 외에도 강도 11건, 소도미 1건, 난동 1건 등의 혐의로 기소됐다. 그는 보석 없이 수감되었고, 8월 8일, 이 혐의들이 정식으로 그에게 제출되었다. 사흘 후 형법 987조에 따라 법적 대리인이 없는 이 단계에서 보닌은 얼 핸슨이라는 변호사를 선임하여 그의 법률 대리인으로 활동하게 되었다. 한슨은 1981년 10월까지 보닌의 변호사로 남아 있었는데, 보닌의 요청에 따라 윌리엄 차벳과 트레이시 스튜어트로 교체되었다.
경찰은 보닌의 자백에 근거하여 보닌의 초기 기소와 같은 날짜에 버츠 레이크우드 재산에 대한 수색을 허가하는 영장을 발부받았으며, 이번 7월 25일 보닌이 이미 자백한 몇몇 살인사건과 버츠를 연관시킨 증거를 발견했으며 버츠는 7월 29일 미국 주법원에 반주 혐의로 소환되었다. 보닌은 1979년 8월부터 1980년 4월 사이에 6건의 살인사건을 저질렀다. 그는 또한 세 건의 강도 혐의로 기소되었다. 로스앤젤레스 카운티 보안관실은 이날 발표한 살인사건에 대한 경찰 조사와 관련된 보도자료에서 "보닌과 버츠는 1979년 5월부터 1980년 6월까지 최소 21명의 젊은 남성들을 납치, 고문, 살해한 책임이 있는 것으로 추정된다"고 밝힌 뒤 5건의 살인 혐의가 추가될 것이라고 밝혔다. "오렌지 카운티에서 남자들을 상대로 소송을 제기했어."

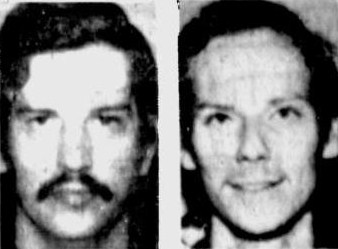
윌리엄 보닌(왼쪽)과 버논 버츠(오른쪽)가 체포된 뒤 머그샷을 날렸다.

버츠는 자신의 결백을 선언했음에도 불구하고, 자신에게 제기된 각각의 혐의에 대해 각각 살인죄에 대해 보닌과 동행했으며, 여러 피해자들의 성적 학대에 적극적으로 가담했다고 고백했다. 버츠는 피해자들의 고문에는 제한된 역할밖에 하지 못했다고 완강히 주장했지만, 한 피해자에 대한 고문에는 적극적으로 가담했다고 자백했다. 버츠는 보닌이 자신의 피해자들을 밴 뒤쪽에서 학대하고 고문한 뒤 보닌이 고문을 확대하자 피해자를 제지하기 위해 차량을 정차시켰다고 주장했다. 버츠는 일부 피해자들이 왜 다른 피해자들보다 더 광범위한 둔기 외상을 입었느냐는 질문에 "많은 경우 보닌이 자신의 성적 진전에 저항할 경우 자신이 당한 구타 수준을 높일 것"이라고 말했다.
버츠는 1980년 11월 14일 오렌지군 지방 법원 판사 리처드 오로즈코에게 인도되었다. 이 날짜에, 그는 이 카운티에서 추가로 일어난 세 건의 살인에 가담한 혐의로 정식으로 기소되었다. 그의 재판은 1981년 7월 27일로 예정되어 있었다.
7월 31일, 먼로는 고향인 미시간주 포트 휴론에서 체포되었다. 그는 웰스 살해 혐의로 캘리포니아로 송환되었다. 먼로는 8월 14일 자신에 대한 모든 혐의에 대해 무죄를 주장했다. 8월 22일, 마일리(19세)는 텍사스에서 체포되어 캘리포니아 당국에 의해 미란다와 마카베의 살인 혐의로 기소되었다. 마일리는 친구와의 녹음된 전화통화에서 2월 3일 발생한 살인사건의 과실을 자백한 후 체포되었다. 그는 당초 12월 18일 두 건의 1급 살인 혐의에 대해 무죄를 주장했으나 1981년 5월, 두 차례의 별도의 사전심리에서 유죄를 인정했다.

## 예비 청문회
1981년 1월 2일 로스엔젤레스군에서 열린 줄리어스 리담 고등법원 판사에 앞서 열린 예비심리에서 보닌은 14건의 1급 살인 혐의와 수많은 소도미, 강도, 난동 사건에 대해 정식으로 무죄를 주장했다. 이 중 11건의 기소에서 중범죄-살인-살인-특정 정황도 드러났다. 그는 1월 7일 재판 전 소송과 정식 재판 날짜 설정(결국 10월 19일로 정해졌다.)으로 법정에 복귀하라는 명령을 받았다. 같은 날짜(1월 2일)에 버츠는 3건의 강도 혐의 외에 5건의 살인 혐의로 기소됐다. 버츠가 정식으로 탄원한 날짜는 리담 판사가 1월 7일로 연기했다.
리담 판사 앞에서 정식으로 탄원한 지 나흘 만에 버츠는 감방에 수건으로 목을 매 자살했다. 이후 이어진 검시관 조사 결과, 버츠는 체포되기 전까지 적어도 네 차례에 걸쳐 스스로 목숨을 끊으려 했으나 실패했다는 것이 밝혀졌다. 그의 변호사 조 잉버는 버츠의 우울한 상태가 예비 심리에서 그의 의뢰인의 증언 녹취록이 곧 공개됨으로써 확대되었다고 이론화했다. 버츠는 이 기록에서 피해자들이 살해되기 전에 견디어 낸 고문을 그래픽으로 묘사했다.
보닌의 재판이 임박하기 전, 마일리씨와 먼로는 사형선고를 면하는 대가로 재판에서 그에게 불리한 증언을 하기로 합의했으며, 스털링 노리스 부검사도 먼로가 증언하기로 한 합의를 이행할 경우 먼로를 상대로 제기한 소도미 및 강도 혐의에 대한 해임을 청구하기로 합의했다. 마일리 사건의 경우, 노리스는 마일리 측이 재판에서 보닌에게 불리한 증언에 동의할 경우 25년 후 가석방될 수 있는 종신형 2연형을 조건으로 1급 살인에 대한 두 건의 별도 청원을 받아들이기로 합의했다. 자살하기 전, 버츠는 보닌에게 불리한 증언을 하거나, 어떠한 형태의 유죄협상도 받아들이기로 공식적으로 동의한 적이 없다.

## 살인 재판

### 로스앤젤레스군
보닌은 1981년 10월 19일 로스앤젤레스군에서 자신의 시체가 발견된 12명의 희생자를 살해한 혐의로 재판에 넘겨졌다. 그는 윌리엄 킨 대법원 판사 앞에서 재판을 받았다. 재판은 1981년 11월 5일에 시작되었다.
노리스 검사는 배심원단 개회사에서 "우리는 그가 많은 목격자들에게 자랑했듯이 그가 프리웨이 킬러라는 것을 증명할 것이다"라고 말하면서, 보닌이 재판을 받은 살인사건의 각 개수에 대해 사형을 구형했다. 우리는 그가 살인을 즐겼다는 것을 보여줄 것이다. 그는 그것을 즐겼을 뿐만 아니라, 그것을 즐길 계획도 세웠는데, 그는 끊임없는 요구와 식욕-비도덕적인 것뿐만 아니라 죽이는 것-을 가지고 있었다." 노리스는 보닌이 피해자를 유인하거나 강제로 승합차에 태운 뒤 제압하고 구속하기 전 자신의 범행에서 우울할 정도로 익숙한 일상을 따랐다는 사실을 더욱 상세히 설명했다. 그리고 나서 그는 자신의 포로를 고문 사건 사이와 전체에서 반복적으로 강간했고, 마침내 그의 희생자를 죽임으로써 "오리의 종말"에 도달했다. 노리스는 또한 보닌이 살인을 집단 스포츠로 간주하고 있으며, 전형적으로 그의 많은 살인에 참여하도록 낮은 정신력을 가진 사람들을 훈련시킬 것이라고 주장했다.
마일리, 먼로는 그의 로스앤젤레스군 재판에서 보닌에게 불리한 증언을 했고, 그들이 보닌과 동행했던 살인 사건들을 그래픽으로 자세히 묘사했다. 11월 17일 전달된 그의 증언에서 먼로는 웰스 살해 직후 보닌과 함께 맥도날드 식당으로 차를 몰고 가서 웰스의 지갑에서 10달러가 든 햄버거를 구입했다고 진술했다. 그들이 보닌의 집에서 버거를 먹었을 때, 보닌은 웃으며 "고마워, 스티브, 네가 어디에 있든"이라고 생각했고, 먼로 또한 웃음을 터뜨렸다. 마일리씨는 미란다와 마카베의 살해에 가담했다고 증언했다. 미란다와 마카베가 살해되기 전 그들이 어떻게 다양한 도구로 구타와 고문을 당했는지, 그리고 어떻게 보니까 타이어 다리미를 미란다의 목에 대고 눌렀을 때 "뼈가 갈라지는 소리"를 들었는지 등을 그래픽으로 자세히 묘사했다. 마일리도 그 말과 함께 증언을 이어갔다. "그 아이는 토했다. 나도 같은 방법으로 그를 쓰러뜨려서 그 사람을 죽였어." 보닌의 공범들이 증언을 전하자 방청객 몇 명이 법정을 뛰쳐나왔고, 이후 법원 밖에 모인 기자들에게 읊은 세부 사항들이 너무 메스껍다고 말했다.
보닌의 변호인인 샤르벳과 스튜어트의 전략은 수많은 검찰 증인들의 신빙성에 도전하고, 보닌의 행동의 근본 원인에 대해 극히 중대한 완화 요인들이 어린 시절 내내 그가 참아왔던 광범위한 신체적, 성적, 정서적 학대에 놓여 있음을 시사하는 것이었다. 이러한 주장을 뒷받침하기 위해, 보닌의 변호인단은 폭력과 학대가 아이들에게 미치는 발달 효과에 대한 전문가인 데이비드 포스터 박사를 소환하여 보닌에 대한 심리 검사의 결론에 대해 증언했다. 포스터는 보닌이 반복적인 포기의 결과로 충분한 심리발달을 위해 필요한 아이로서 양육, 보호, 행동 피드백을 받지 못했다고 밝혔다. 그는 이것이 너무 일관되고 널리 퍼져있었기 때문에 보닌은 폭력과 사랑의 차이점에 대해 혼란을 겪었다고 말했다. 검찰은 직접 반박에서 법의학자 겸 충동조절장애·성가디즘장애 전문가인 박 디에츠를 소환했는데, 박 디에츠는 보닌의 행동 양상이 자신의 충동을 조절하지 못하는 것과 일관성이 없다고 증언했다. 디에츠는 보닌의 행동이 충동적인 행동과는 반대로 계획성을 반영하고 있는 것에 대해 추가로 증언했다. 요약하면 디에츠는 보닌이 성적인 새디스트였으며 반사회적 인격장애를 겪었지만 이러한 조건들 중 어느 것도 그의 행동을 통제할 수 있는 능력을 손상시키지 않았다고 결론지었다.
데이비드 로페즈라는 프레즈노 기자는 보닌의 변호인으로부터 기각된 반대에 맞서 캘리포니아 방패법에 따라 이전에 생각했던 면책특권을 포기했으며, 1980년 12월부터 1981년 4월까지 보닌이 자신에게 허락한 7건의 인터뷰 내용에 대해 검찰을 대표해 증언하기로 합의했다. 로페스는 12월 14일과 15일 증언에서 로페스가 인터뷰의 정확한 내용을 방송하지 않을 경우 다른 기자와의 대화를 거부하겠다고 보닌에게 처음 통보했다고 밝혔다. 로페스는 이러한 조건에 동의했고, 1월 9일보닌은 그에게 자신이 진정한 프리웨이 킬러였으며, 21명의 희생자를 죽였다고 고백했다. 보닌은 피해자들의 나이는 12세에서 19세 사이였으며, 그의 막내 마카베는 살해하기 가장 쉬운 피해자였다고 털어놓았다. 로페스에 따르면 보닌은 사형당할 것이라는 전망에 분개했지만 단순히 '아이들이 죽는 소리'를 즐겼기 때문에 반복적으로 살인을 선택했다고 털어놨다. 로페스는 또 보닌이 자신에게 한 명의 희생자의 목을 반복적으로 주먹으로 때려 살해했다고 알려줬으며, 그가 당국에 킹의 시신의 위치를 밝힌 주된 동기는 경찰이 샌버너디노군을 수색하면서 햄버거를 구입하는 데 대한 지식이었다고 증언했다.
반대신문을 통해, 보닌의 변호인은 로페스가 증언할 어떤 형태의 대가도 받지 않았다고 완강히 부인했음에도 불구하고, 로페스가 그의 증언이 어떤 자필 메모와 달리 그가 인터뷰로부터 회상했던 것에 근거했다는 것을 인정했다고 확실히 했다.
최종변론은 1981년 12월 16일부터 12월 22일까지 계속되었다. 노리스는 검찰을 대신한 최후변론에서 보닌을 악의로 행동하고, 자신이 희생자들에게 가한 고통으로부터 극도의 쾌감을 얻은 무자비하고 냉담한 사람이라고 묘사했다. 노리스는 보닌의 희생자들이 견뎌낸 고문의 개요를 설명한 후 배심원들에게 "보닌에게 그가 벌어들인 것을 주라"고 촉구함으로써 자신의 최종 변론을 마무리 지었다.
샤르베트 변호사는 12월 21일 보닌을 변호하기 위해 최후 변론을 시작했다. 샤르벳은 배심원들에게 보닌이 무죄라고 판결할 것을 특별히 요구하지는 않았지만, 그는 그들이 "당신이 가져올 수 있는 합당한 판결"만 돌려줄 것을 요청했고, 이는 적어도 보닌이 기소한 일부 혐의에 대해 무죄 평결을 내릴 가능성을 시사했다. 차르벳은 전달된 증언의 신빙성을 높이 평가하면서, 마일리나 로에게 특히 경멸을 퍼부었고, 그는 이 증언이 주정부의 증거를 바꾸었다고 주장했다. 그런 만큼 샤르벳은 그들의 증언을 믿을 수 없다고 말했다. 차르벳은 배심원들에게 자신이 준 여러 진술에서 웰스 살해에 대한 먼로의 진술에 무수한 모순점을 노출시켰음을 거듭 상기시켰고, 자신이 수없이 거짓말을 했다는 사실을 인정하도록 강요했었다. 샤르벳은 또한 어린 시절 보닌이 견뎠던 광범위한 학대와 1969년에서 1971년 사이에 아타스카데로 주립병원의 의사들이 도달한 진단에 대해 배심원들에게 상기시켰다. 그는 이어 검찰이 '허점 투성이'라며 보닌이 유죄를 선고받기를 바라는 마음에서 '거부 전술'에 그치는 것에 불과했다고 주장했다.
이러한 최종변론에 따라 킨 판사는 12월 28일까지 심판을 철회할 것을 명령했고, 그 때 그는 배심원들에게 최종 지시를 전달했고, 배심원단은 정식으로 심의를 시작했다.
보닌의 첫 재판은 1982년 1월 6일까지 계속되었다. 이 날짜에, 배심원단은 보닌이 룬드그렌과 킹을 살해하고, 룬드그렌을 소도미 행하고, 룬드그렌을 소란을 피우고, 다른 한 명의 희생자를 강탈한 것에 대해 무죄 판결을 받았음에도 불구하고, 그가 재판을 받은 10건의 살인에 대해 유죄를 선고했다. 이 평결이 법원 서기에 의해 낭독되자, 보닌 희생자들의 많은 친척들과 친구들은 공공연히 눈물을 흘렸다. 다음날 검찰과 변호인은 배심원이 결정해야 할 실제 형량에 대해 대체적으로 탄원을 했다. 노리스는 사형을 요구하고 샤르벳은 종신형을 요구하고 있다. 1월 20일, 배심원단은 또한 보닌이 유죄라고 판단한 10건의 살인 사건에서 캘리포니아 법 내에서 요구되는 특별한 상황(다중 살인 및 강도)이 충족되었다는 것을 밝혀내, 만장일치로 그에게 사형을 선고할 것을 권고했다.
보닌은 1980년 12월, 그의 시신을 인도하는 경찰을 법정에서 불리하게 사용할 수 없다는 합의와 함께 경찰을 피해자의 시체로 이끌었기 때문에 킹에 대한 소도미 및 살해 혐의를 벗게 되었고, 따라서 검찰은 재판에서 킹의 실종에 대해 논의했지만, 그의 시신의 발견에 대해서는 논의하지 못했기 때문에, 그는 무죄 판결을 받았다. 룬드그렌에 대한 대혼란과 살인의 혐의는, 로페스에 따르면, 그가 그에게 허락한 인터뷰에서, 이 특정한 살인을 저지르는 것을 강력히 부인했기 때문이다.
배심원단의 권고에 따라 킨 판사는 2월 24일 재판 재심을 명령했는데, 그 날짜는 샤르벳이 배심원단이 권고한 형량의 수정을 주장하기 위한 것이었다. 샤르베트의 열띤 호소에도 불구하고 킨은 3월 12일 보닌이 유죄 판결을 받은 10건의 살인에 대해 정식으로 사형을 선고했다. 킨은 이 살인 사건을 "인간의 존엄성에 대한 역겨운 모욕"이라고 설명하면서, 만약 보닌의 사형이 종신형 중 하나로 감형된다면, 그 형량은 연속적으로 집행되어야 한다고 이 청문회에서 명령했다. 보닌은 그 후 산 쿠엔틴 주립 교도소의 소장으로 다시 보내져 가스실에서 사형 집행을 기다리라는 명령을 받았다. 그는 이 선고를 받은 후에도 흔들리지 않고 있었는데, 일찍이 그의 변호사에게 정식으로 사형을 선고받기를 충분히 기대했다고 알렸다.

### 오렌지군
보닌은 이웃 오렌지군에서 1979년 11월부터 1980년 5월 사이에 이 관할 구역 내에서 살해된 것으로 발견된 4명의 희생자를 강도살인한 혐의로 1983년 3월 21일 재판에 회부되었다. 그는 케네스 레 대법원 판사 앞에서 재판을 받았다.
보닌은 이번 2심 재판에 앞서 사형수에서 일시적으로 제명돼 독방에 감금돼 재판이 끝날 때까지 자리를 지켰다. 샤르벳은 이 수용소에 수감되어 있는 동안, 이 사건을 둘러싼 광범위한 사전 재판 홍보를 이유로 재판 장소의 변경을 시도했으나, 1982년 11월 레 판사는 이 동의는 최소한의 홍보만 있었다고 판결했다. 보닌이 유죄판결을 받은 후 오렌지군의 프리웨이 킬러 사건에 연루되었다. 보닌은 이번 2심 재판에 앞서 사형수에서 일시적으로 제명돼 독방에 감금돼 재판이 끝날 때까지 자리를 지켰다. 샤르벳은 이 수용소에 수감되어 있는 동안, 이 사건을 둘러싼 광범위한 사전 재판 홍보를 이유로 재판 장소의 변경을 시도했으나, 1982년 11월 레 판사는 이 동의는 최소한의 홍보만 있었다고 판결했다. 보닌이 유죄판결을 받은 후 오렌지 카운티의 프리웨이 킬러 사건에 연루되었다.
최초 배심원 선발은 3월 21일부터 시작됐으며, 6월 16명이 선정될 때까지 총 204명의 예비 배심원단이 선정됐다. 배심원 선정 절차가 끝나자, 보닌의 변호인은 배심원 풀에 대한 재판 전 홍보를 이유로 오렌지 카운티 밖의 관할로 재판을 옮겨야 한다는 그의 제안을 다시 한 번 거절했고, 레는 6월 14일에 재판이 시작될 것이라고 판결했다.
보닌의 오렌지군 재판의 브라이언 브라운 검사는 이 선거구 내에서 살해된 4명의 피해자 모두가 히치하이킹을 하다가 납치된 후 손목과 발목에 묶이기 전에 옷을 벗으라고 명령했다고 주장했다. 4명의 희생자 각각은 강간, 구타, 고문, 그리고 마침내 결속 교살까지 견뎌냈다. 각각의 경우, 그 끈은 피해자의 목에 약 1/2 인치 정도의 인상을 남겼다. 브라운은 또한 이 살인사건과 앞서 보닌이 로스앤젤레스 카운티에서 유죄판결을 받았던 두 사건에서 공통점을 발견했다고 말했다. 미란다와 웰스. 특히 오렌지 카운티 희생자들 각각에 대해 발견된 섬유질 증거들(로스앤젤레스 카운티에서 사망한 세 명의 희생자 외에도)이 보닌의 승합차 뒤쪽에 있는 독특한 카펫과 정확히 일치한다는 점을 강조하였다. 브라운은 4명의 오렌지 카운티 희생자들은 미란다와 웰스를 죽인 동일 인물에 의해 살해당했으며, 이 두 살인사건의 공범인 미일리와 먼로는 각각 이 살인사건에 대한 그들의 동반자 보닌에 대해 증언할 것이라고 말했다. 검찰은 이 같은 주장을 더욱 뒷받침하기 위해 문제의 피해자 6명 전원의 시신에서 발견된 섬유질이 보닌의 승합차 카펫과 정확히 일치했다고 증언한 법의학 전문가도 함께 제시했다. 승합차 내부도 사람의 피로 광범위하게 얼룩져 있었다. 승합차 자체에서 발견된 증거와 관련해 브라운은 배심원단에 "승합차 안에서 발견된 증거에서 진짜 죽음의 마차라고 말할 수 있다"고 진술했다.
이러한 논쟁은 샤르베트에 의해 반박되었는데, 샤르베트는 피연산자의 유사성이 의뢰인의 유죄에 대한 자동 증거가 아니며, 제시된 증거가 보닌이 오렌지군 4명의 피해자 중 한 명을 살해했다는 합리적인 의심을 넘어 검찰의 주장을 뒷받침하지 않는다고 주장했다. 로스엔젤레스군 구체적으로 샤르벳은 먼로의 신빙성을 공격했고, 나아가 보닌은 네 건의 미해결 살인사건의 희생양일 뿐이라고 주장했다. 6주간의 재판 동안, 보닌의 변호인단은 그의 변호를 위해 두 명의 증인을 불렀는데, 그 중 한 명은 먼로였다. 먼로는 보닌이 이번 2심 재판에서 보닌이 증언하기 전에 그와 교감했다고 시인하면서, 보닌이 자신의 증언을 전달하기 위해 전화했을 때 거짓말을 해달라고 요청했다.
3시간도 채 되지 않은 심의 끝에 배심원단은 1983년 8월 2일 3건의 강도 혐의 외에 4건의 살인사건에 대해 각각 보닌에게 유죄를 선고했다고 발표했다. 보닌에게 부과될 실제 형벌에 대해 3일간의 심의 끝에 배심원들은 8월 22일 보닌에게 각 계수에 대해 사형을 선고하라는 권고안을 발표했다. 래 판사는 정식 선고를 8월 26일로 연기했다. 이 날짜에, 보닌은 4번의 사형 선고를 더 받았고, 레는 보닌을 가학적이고 "괴악한 범죄 행위"라고 묘사했다.

## 사형수
보닌은 산 쿠엔틴 주립 교도소에서 14년 동안 사형수 감방에 수감되어 가스실에서 사형 집행을 기다리고 있었다. 사형수 시절, 그는 취미로 그림 그리기와 글쓰기를 맡았고, 그의 예술작품과 단편 소설, 시로 여러 개의 작은 상을 받았다. 그는 또한 몇몇 희생자들의 어머니들을 포함한 수많은 개인들과 편지를 주고 받았다. 그의 희생자들의 친척들과 주고받은 서신에서, 보닌은 그들의 아들을 죽인 것에 대해 어떠한 유감이나 후회도 표하지 않았다. 한 번은 보닌이 킹의 어머니에게 자신의 아들이 자신이 가장 좋아하는 피해자였다는 사실을 "너무나 비명 같은 사람"이라고 알렸다.
보닌은 또한 버츠가 살인의 배후에서 실제 주모자였으며 단순히 버츠의 공범이었다고 진술한 여러 명의 사람들 외에도 자신의 변호인단에 주장했다. 이러한 주장들은, 보닌이 처형되기 직전, "그는 리더였고, 사용할 수 있는 약한 사람들을 선택했다"고 회고했던, 보닌의 로스앤젤레스군 살인 사건 재판의 노리스 검사에 의해 반박될 것이다.
보닌의 처형 방법은 1967년 이후 캘리포니아 최초의 수감자 로버트 앨튼 해리스가 처형된 이후 1992년 캘리포니아주의 치사 주사로 대체되었다. 해리스는 가스실에서 15분 동안 처형되는 동안 최대 4분 동안 불편한 증세를 보였다. 이러한 증상에는 경련이 포함되었다. 이와 같이, 캘리포니아주는 가스실에 대한 대체 실행 방법으로 독극물 주입을 선택했고, 가스실을 "크루엘적이고 특이한" 실행 방법으로 낙인찍었다.

### 항소
보닌은 배심원 편견, 피해자 영향 진술 청취(변론이 본인의 재판에서 명시하겠다고 한 것)를 통한 배심원 염증 가능성, 각 항소의 근거로서 불충분한 변론 등을 들어 그의 유죄 판결과 양형에 대해 수많은 항소를 제기했다. 이러한 항소를 위해, 보닌은 새로운 변호사들을 고용했는데, 그는 처음에 그의 전 변호인인 샤르벳이 보닌의 조울증 장애와 어렸을 때 그가 견뎠던 성적 학대를 충분히 강조하지 않음으로써 그의 재판에서 불충분한 변론을 제공했다는 주장을 제출하였다. 이 변호사들은 샤르벳이 이러한 문제들을 더욱 강조했다면, 보닌은 배심원들 눈에는 "인간화"되었을 것이라고 주장했다.
미국 대법원이 1988년 8월과 1989년 1월 보닌이 재판을 받았던 살인사건에 대한 사형 판결의 번복을 거부하면서, 각각의 연이은 항소는 성공하지 못했다.
대법원은 보닌의 유죄를 인정함에도 불구하고, 재판에 출석하기 전에 샤르베트의 법적 대리권에 동의할 가능성에 대해 논의했다는 검찰의 경고를 충분히 듣지 못했다는 이유로 보닌의 로스앤젤레스군 재판에서 윌리엄 킨 판사에게 경멸을 퍼부었다. 이해충돌 가능성에 대해 샤르베트에게 훈계했음에도 불구하고 킨 판사는 그가 첫 재판에서 보닌의 변호인 역할을 하도록 허락했다. 이런 사실에도 불구하고 1989년 대법원은 샤르베트가 재판에서 보닌로를 사실상 교차 조사한 것이며, 킨의 행위가 '해명 불가' 판정을 내렸지만 보닌의 법적 방어를 사실상 해치지 않았다고 판결했다. 보닌이 자신의 재판에서 생사가 걸린 아들의 사진을 확인할 수 있도록 피해자 부모들의 증언을 명문화했어야 했다는 그의 주장에 더 큰 공로가 주어졌다. 이 판결에도 불구하고, 이 판결은 전체 판결에 영향을 미치지 않은 것으로 간주되었다.
1994년 10월, 보닌이 자신의 재판에서 변호인의 효과적인 조력을 거부당했고, 먼로와 마일리의 증언 억제를 거부하여 로스앤젤레스 재판에서 적법한 절차를 거부당했으며,에 있는 판사가 항소심 재판소에 최종 제출되었다. 그의 오렌지 카운티 재판은 재판 전 홍보가 카운티 내에서 편견 없는 배심원을 얻을 가능성을 효과적으로 최소화했다는 근거로 그의 변호사의 장소 변경 신청을 부인했었다. 이 마지막 항소는 1995년 6월 28일에 기각되었는데, 항소심 판사들은 법적 위법행위의 증거를 발견하지 못했고, 프리웨이 킬러 사건에 대한 최소한의 간접적 사전 노출을 시인한 보닌의 오렌지 카운티 재판에 근무했던 13명의 배심원들이 이러한 사전 재판 홍보의 결과, 어떠한 증거도 존재하지 않는다고 말했다. 보닌을 공평하게 판단할 능력이 없었다. 그만큼 항소심 판사들은 본인의 유죄 판결의 타당성에 대한 만족을 선언했다.
1996년 2월 20일, 제9 순회 항소법원은 보닌의 변호사들이 그의 두 재판 모두에서 불충분한 법적 대리권을 이유로 제출한 관대함에 대한 항소를 기각했다. 대법원은 예정된 사형집행을 불과 1시간 앞두고 보닌의 사형선고를 뒤집으려는 보닌의 최후 항소를 기각했는데, 거의 만장일치로 보닌의 변호인단은 보닌의 자신의 변호사가 의뢰인에게 제출한 진술서를 발견하지 못함으로써 적절한 법적 대리권을 주지 못했다고 밝혔다. 보닌의 결백을 증명하는 적색 증거 더욱이 이들 항소심 판사들은 보닌의 변호인단이 의뢰인의 임박한 사형선고를 뒤집거나 연기하기 위한 변론을 제출하기 위해 마지막까지 기다리지 말았어야 했다고 판결했다. 이들 소집된 판사들도 실제 집행 방법으로 가스실이나 독극물 주사 중 선택할 권리가 있다는 보닌의 최종 주장을 받아들이지 않았다.

## 사형 집행
보닌은 1996년 2월 23일 산 쿠엔틴 주립 교도소의 가스실 안에서 독극물 주사로 처형되었다. 그는 캘리포니아 역사상 처음으로 독극물 주사로 처형된 사람이었으며, 그의 사형 집행은 첫 사형선고가 내려진 지 14년 만에 이루어졌다.
보닌은 처형되기 24시간도 채 되지 않아 지역 라디오 방송국에 주어진 최종 인터뷰에서 자신이 죽음을 앞둔 사실과 함께 "화해를 했다"고 주장했다. 그는 자신의 진정한 후회는 프로로 전향할 만큼 오랫동안 볼링에 대한 10대 열정을 추구하지 않았던 것뿐이라고 덧붙였다. 보닌은 희생자 가족들에게 할 말이 있느냐는 질문에 "그들은 내 죽음이 폐쇄를 가져올 것이라고 생각하지만 그렇지 않다"고 말했다. 그들이 알아낼 거야."
처형당하던 날 오후 6시, 보닌은 감방에서 데스워치 감방으로 옮겨져 마지막 식사를 명령했다. 큰 피자 2개와 아이스크림 3파인트, 콜라 6팩 3개. 그의 마지막 시간은 그가 이번 기회에 선택한 다섯 명의 사람들과 함께 보내졌다. 여기에는 그의 변호사, 목사, 그리고 예비 전기 작가도 포함되어 있었다. 나중에 각각 보닌은 자신의 운명에 체념한 것 같다고 진술했다. 그의 변호사는 또한 보닌이 고객에게서 어떠한 후회도 감지하지 못했다고 덧붙였다. 오후 11시 45분, 보닌은 자신의 유치장에서 사형실로 호송되었다. 자정을 기해 예정된 사형집행을 1시간 앞두고 교도소장에게 주어진 마지막 진술에서 보닌은 다시 자신의 범죄에 대한 반성의 뜻을 나타내지 않고 다음과 같은 메모를 남겼다.
나는 사형이 당면한 문제에 대한 해답이 아니라고 생각한다. 나는 그것이 이 나라 사람들에게 잘못된 메시지를 보낸다고 느낀다. 젊은이들은 사람들이 행동하라고 하는 것 대신에 다른 사람들이 행동하는 것을 보는 것처럼 행동한다. 사람이 법에 저촉되는 중대한 일을 할 생각이 있을 때, 그 전에 먼저 조용한 곳으로 가서 진지하게 생각해 보라고 충고하고 싶다.

보닌은 12시 13분에 사망선고를 받았다. 사형 집행 당시 그는 49세였다. 보닌의 친척들 중 아무도 그의 사형 집행을 목격하지 않았다. 이 사건은 그의 사망이 공식적으로 확인되었을 때 많은 사람들이 울고 포옹을 했다. 이들 증인들 중 몇몇에 따르면, 보닌의 사형집행은 합병증 없이 통과되었고, 그는 시술 후기 내내 심한 진정제를 투여받았다. 이 문제에 대해 당시 주지사였던 피트 윌슨은 사형 집행 3일 전에 보닌의 변호사들로부터 제출받은 관대함을 거절했는데, 보닌을 사형 집행의 포스터 소년으로 지칭한 뒤, 캘리포니아의 사형 집행 방식이 그의 희생자들에 의해 견딘 것보다 훨씬 더 쾌적하다고 덧붙였다.

## 피해자
보닌과 그의 네 명의 알려진 공범들 중 세 명은 1979년 8월 5일과 1980년 6월 2일 사이에 14건의 살인으로 유죄판결을 받았으며, 보닌은 로스앤젤레스 카운티에서 열린 첫 재판에서 무죄 판결을 받았다. 보닌이 유죄 판결을 받은 이 살인들 중 10명은 로스앤젤레스 카운티에서, 4명은 인근 오렌지 카운티에서 자행되었다. 보닌은 적어도 21건의 살인을 저질렀다는 의심을 받았으며, 그가 유죄 판결을 받은 살인은 옆 테이블의 이탤릭체로 표시되어 있다.
- 1979년 11월 30일 케른군에서 발견된 룬드그렌, 쉘튼, 글래스, 하이든, 무릴로, 위로섹, 켄드릭, 웰스, 존 도(John Doe)의 9건의 살인 사건에서[63] 보닌은 첫 살인을 저지를 당시 21세였던 공장 직원 버논 로버트 버츠의 도움을 받았다. 보닌에 따르면, 버츠는 극도로 활동적인 공범이었다.[186][187]
- 보닌은 2월 3일 미란다와 마카베를 살해한 혐의로 19세의 그레고리 매튜스 마일리의 도움을 받았다. 그 후, Miley는 그의 계부와 함께 살기 위해 1980년 봄에 고향인 Houston으로 돌아왔다. 그는 8월 22일에 체포되었다.[38]
- 보닌의 하숙인이자 동료인 제임스 마이클 먼로는 보닌이 스티븐 웰스를 살해하는 것을 도왔다. 보닌이 체포된 다음 날 문로는 고향인 미시간주로 도망쳐 7월 31일 체포되었다.[120]
- 경찰은 보닌의 이웃인 에버렛 프레이저에 대한 조사를 통해 보닌이 프리웨이 킬러라고 의심한다는 사실을 경찰에 알린 윌리엄 레이 푸(17)[188]가 보닌을 처음 누설한 것보다 훨씬 더 잘 알고 있다는 사실을 발견했다. 경찰은 후에 푸가 해리 토드 터너를 살해하는 일에 기꺼이 보닌과 동행했다는 사실을 알게 되었다. 이러한 사실을 안 직접적인 결과로 1980년 12월에 발각된 보닌의 에릭 비젠트라는 이름의 20세의 지인에 대한 1급 살인 혐의가 취하되었으며, 군 검찰은 증거 불충분을 원인으로 들었다.[189]
- 1979년 11월 경찰이 피해자의 시신에서 충분한 증거를 찾지 못했기 때문에 보닌은 마크 셸턴, 로버트 위로스테크,[190] 존 킬패트릭, 마이클 맥도널드, 존 도에 대한 살인 혐의로 재판에 회부되지 않았다.[67] 경찰은 1980년 10월과 11월에 보닌과 버츠를 존 도[191] 살해 혐의로 기소했고 마크 셸턴과 로버트 위로스테크(다린 리 켄드릭과 함께)의 살인 혐의로 기소했다. 보닌은 1981년 1월 2일에 열린 사전 심리에서 이러한 살인 혐의로 정식 기소되었다.
- 셸턴은 1979년 8월 자신의 시신이 발견되자 프리웨이 킬러 수색과 연계되어 있었으며,[192] 다린 리 켄드릭과 버츠가 경찰에 신고한 신원 미상의 희생자도 있었다. 1979년 9월 17일 출근길에 실종됐던 위로섹은 1980년 7월 시신이 공식 확인되기 전까지 '프리웨이 킬러' 피해자로 확인되지 않았다.
- 버논 버츠는 피고인 한 명에게 모든 혐의가 제기된 지 두 달 만에 자살했으며, 이 세 가지 사건에서 그의 녹음된 증언을 증거로 채택할 수 없었다. 그러므로 1981년 초 형법 995조에 따라 셸턴, 위로스테크, 존 도에 관련된 보닌에 대한 고소는 취하되었다. 그럼에도 불구하고, 다린 켄드릭의 경우, 충분한 물적 증거가 여전히 존재했는데, 이것은 보닌이 나중에 유죄 판결을 받은 살인 사건이다.
- 보닌이 데이비드 로페스에게 살인을 자백했음에도 불구하고 보닌과 그의 공범들 중 어느 누구도 존 킬패트릭이나 마이클 맥도널드의 살인 혐의로 기소되지 않았다.[147]
- 보닌은 로스앤젤레스군 재판에서 숀 킹과 토마스 룬드그렌을 살해한 혐의로 기소되었으나, 이후 무죄 판결을 받았다. 그는 1980년 12월부터 1981년 1월 사이에 데이비드 로페스에게 주어진 일련의 인터뷰에서 룬드그렌의 살인을 강력히 부인했지만 킹의 살해 사실을 자백하고, 젊은이의 시체로 경찰을 이끈 것으로 알려져 있다.[193]

## 기타 "고속도로 킬러"
1977년 7월 1일, "쓰레기 가방 살인 사건"으로 알려진 젊은 남성들의 연쇄 살인의 주요 용의자 패트릭 키어니가 리버사이드 경찰에 자진 투항했다. 그의 항복을 앞두고, 키어니는 두 달 동안 도주자로 있었는데, 그가 법의학적으로 쓰레기봉투 살인범의 확인된 피해자인 17세의 존 라 메이의 살인과 연관되어 있었다. 이어 키어니는 28명의 소년과 청년들을 살해했다고 자백했다. 그의 시신 중 상당수는 캘리포니아 남부 고속도로와 함께 버려졌다. 보닌과 대조적으로, 키어니는 보통 그들의 유해를 쓰레기 봉투에 버리기 전에 그의 대부분의 시신을 잘랐다. 비록 주로 쓰레기봉투 살인범으로 알려져 있지만, 키어니는 프리웨이 킬러로도 알려져 있다.
보닌이 체포된 지 3년 후, 캘리포니아 고속도로 순찰대 2명은 미션 비에조에서 25세의 해병대원의 시신을 차에서 버리려다 38세의 랜디 크래프트를 체포했다. 피해자는 1972년 이후 캘리포니아와 오레곤 고속도로와 나란히 또는 근처에서 시신이 발견된 다른 수많은 젊은이들과 비슷한 방식으로 약을 먹고, 묶이고, 가로를 씌웠다. 크래프트의 차량을 수색한 결과, 50여 장의 폴라로이드 사진들이 담긴 봉투에 약물을 먹었거나 사망한 젊은 남성들의 모습이 암시적인 포즈를 취하고 있었다. 이 사진들 중 몇몇은 크래프트의 확인된 희생자들의 사진이었다. 또한 경찰은 크라프트의 차량 트렁크에서 피해자에 대한 암호화된 언급을 묘사한 암호화된 목록을 발견해 크라프트가 '스코어카드 킬러'로도 알려지게 했다. 크래프트는 보닌의 처분방법과 비슷했지만, 그가 희생자들을 살해하기 전에 약을 먹였고, 자동차 담배 라이터로 희생자들의 가슴과 성기를 태우는 등 다른 고문 방법을 그들의 몸에 사용했다. 게다가, 그의 희생자 중 많은 수가 20대 초중반의 고령이었고, 소수의 희생자들 또한 그들의 처분 전에 잘려나간 상태였다.
전체적으로 보닌, 크래프트, 그리고 키어니는 131명의 희생자를 냈을지도 모른다.

## 여파
보닌의 가족은 그의 1996년 사형 집행 후 몇 주 동안 그의 유해를 주장하기를 거부했다. 그의 유해는 가족도 참석하지 않은 채 비공개로 화장됐다. 이후 그의 유골은 태평양에 뿌려졌다.
보닌의 재판 내내 그리고 그가 처형되기 전 몇 년 동안, 그의 범죄의 근본 원인이 그의 학대적이고 역기능적인 양육에 있는 것인지에 대해 많은 추측이 있었다. 사형제도에 반대하는 사람들과 옹호하는 사람들은 모두 보닌이 어린 시절에 광범위한 신체적, 성적 학대를 견뎠다는 것에 동의했지만, 그의 변호사들과 지지자들로부터 그 살인은 그가 견뎌낸 학대의 직접적인 표현이었고, 그의 좌절과 분노를 그의 탓으로 숙청하려는 시도였다는 주장에는 많은 경멸이 가해졌다. 희생자들 본인이 처형되기 사흘 전 샌프란시스코 크로니클에 실린 한 기사에서 로버트 모스 편집장은 "보닌은 어렸을 때 학대를 당했다. 학대는 심했던 것 같지만 그가 행한 학대만큼 소름끼치는 것은 아니다. [이 세상] 세상은 글씨를 쓰고 그림을 그릴 수 있고 어렸을 때 학대를 당한 명료한 사람들로 가득 차 있다. 그들 중 극소수만이 연쇄 살인범이 된다. 정신질환자의 범죄율은 이른바 '정상'자보다 낮다. 보닌의 악을 변명이 그랬듯이 정신 질환이라고 부르는 것은 정신질환자를 비방하는 것이다."
1981년 1월 11일, 적어도 9건의 살인사건에 보닌을 동반하거나 방조한 혐의를 받고 있는 버츠는 재판을 기다리는 동안 목을 매 자살했다. 그는 유서를 남기지 않았다. 그가 사망할 당시, 그는 보닌과 동행한 6건의 살인사건에 대해 7월 27일 재판을 받을 예정이었다. 그의 감방에서 발견된 서신은 버츠가 그의 예비 심리에서 비밀리에 제출했던 증거의 녹취록이 곧 공개될 예정이고 그것이 그의 친구들과 친척들에게 미칠 영향 때문에 매우 괴로웠다는 것을 보여주었다.
버츠는 체포 직후 수사관들에게 공식적으로 자신이 보닌에 대한 두려움으로 살인에 참여했다고 주장했지만, 수사관들에게 자신은 살인에 대해 "좋은 악몽"이라고 생각했다고 전하며 "보닌이 그 비명소리를 정말 좋아했다"고 덧붙였다. 그는 그들이 비명을 지르는 것을 듣는 것을 좋아했다. 매 순간 그 순간을 사랑했답니다."
1975년 보닌의 손에 의한 폭행과 부분 교살에서 살아남았고, 개인적으로 보닌의 처형을 목격한 청년 맥비커는 처음에는 그의 경험에 의해 정신적 충격을 받았으며, 그의 시련에 대해 가족들과 구체적으로 논의한 적은 없었다. 그의 시련 직후 몇 년 동안 맥비커는 악몽에 시달렸고 고등학교를 중퇴했으며 마약과 술을 남용하기 시작했다. 그럼에도 불구하고 그는 사형집행을 관찰한 경험을 폐쇄의 상징이자 '내 인생의 시작'이라고 표현했다.
보닌이 처형된 후 몇 년 동안 맥비커는 1, 2급 살인죄로 수감된 두 명의 살아 있는 공범들이 석방되지 않도록 하기 위해 적극적으로 캠페인을 벌여왔다. 2011년에 허가된 한 인터뷰에서 맥비커는 자신이 먼로와 마일리가 절대 석방되지 않도록 하기 위해 캠페인을 벌이기 위해 영감을 받은 주된 이유는 희생자들의 어머니들 중 한 명이 보닌의 첫 재판에서 "내 아이를 대신해서 말해야 한다."고 증언한 후 자신에게 했던 말 때문이라고 말했다.
먼로는 1981년 4월 6일 웰스 2급 살인으로 종신형을 선고받았다. 먼로는 웰스가 살해된 이후까지 보닌이 프리웨이 킬러였다는 사실을 몰랐으며, 2급 살인 혐의에 대해 유죄를 인정함으로써 유죄를 인정하도록 속였다고 주장하며 거듭 항소해왔다. 그는 또한 후임 주지사들에게 편지를 보내면서 "내가 저지르지 않은 범죄"라고 주장하는 것에 대해 감옥에서 여생을 보내는 대신 처형될 것을 요구하였다. (웰스 살해 사건 이후와 보닌이 체포되기 전, 먼로는 프리웨이 킬러가 결코 잡히지 않을 것이라는 믿음을 여러 사람들에게 자랑했다.)
먼로는 거듭 가석방이 거부되어 뮬 클릭 주립 교도소에 수감되어 있다. 그는 2029년에 가석방이 가능하다.
마일리는 1982년 2월 5일 보니 리 스미스 상고법원 판사에 의해 종신형 25년을 선고받았다. 이 형량은 미란다 1급 살인에 대한 것이었고, 마일리는 가석방 검토가 되기 전에 최소 16년 8개월을 복역해야 한다는 통보를 받았다. 그는 이후 마카베를 납치 살해했다는 이유로 오렌지 카운티 법원 판사로부터 25년 연임 판결을 받았다. 처음에 캘리포니아 코르코란에 있는 캘리포니아 약물 남용 치료 시설과 주립 교도소에 수감되었던 마일리는 후에 뮬 클릭 주립 교도소로 이송되었다.
수감 기간 내내, 마일리는 교도소 규칙을 위반했다는 이유로 계속해서 견책을 받았다. 이러한 누적된 질책에는 밀수 마약의 소유가 포함되었고 동료 수감자들과 합의되지 않은 비협조적 행위를 시도하려고 했다.
2016년 5월 25일, 마일리는 그가 뮬 클릭 주립 교도소의 운동장에서 다른 수감자로부터 공격을 받았을 때 이틀 전에 받았던 부상으로 죽었다. 처음에는 감방으로 돌아가기 전 교도소 의료시설에서 평가를 받았으며, 이후 공격 2시간 만에 의식불명 상태에 빠져 항공기에 실려 병원으로 옮겨졌다.
사망 당시 마일리의 다음 예정된 가석방 심리는 2019년에 열릴 예정이었다. 그는 가장 최근에 가석방 요청을 3년간 계속하기로 이전에 동의한 후 2014년 10월에 가석방 자격이 가장 최근에 주어졌다. 이후 이어진 적합성 심리는 2014년 10월 29일에 열렸는데, 이번 심리에서 결정된 것은 가석방 거부였다.
푸는 1982년 5월 17일 터너 사건의 자발적 과실치사 혐의로 징역 6년을 선고받았다. 푸는 처음에는 강도 및 소도미 외에도 터너에 대한 1급 살인 혐의로 기소되었지만, 5일간의 심의 끝에, 배심원단은 푸가 과실치사 혐의를 줄였고, 강도 및 소도미 혐의는 무죄라고 판결했다.
푸는 4년 이하의 형기를 복역했으며, 1985년 말 감옥에서 석방되었다.

## 미디어

### 영화
- 영화 프리웨이 킬러는 이미지 엔터테인먼트에 의해 2010년에 개봉되었다. 이 영화는 본인과 그의 공범들이 저지른 살인에 직접적으로 바탕을 두고 있다. 이 영화에는 윌리엄 보닌 역의 스콧 앤서니 리와 버논 버츠 역의 더스티 소르가 출연했다.

### 참고 문헌 목록
- Bonin, William (1991). 《Doing Time: Stories from the Mind of a Death Row Prisoner》. Red Bluff, Calif.: Eagle Publishing. ISBN 978-1-8790-2704-6. OCLC 84045749.Bonin, William (1991). 《Doing Time: Stories from the Mind of a Death Row Prisoner》. Red Bluff, Calif.: Eagle Publishing. ISBN 978-1-8790-2704-6. OCLC 84045749. Bonin, William (1991). 《Doing Time: Stories from the Mind of a Death Row Prisoner》. Red Bluff, Calif.: Eagle Publishing. ISBN 978-1-8790-2704-6. OCLC 84045749.

### 텔레비전
- 인베스티게이션 디스커버리 채널은 윌리엄 보닌의 범죄와 관련된 다큐멘터리를 방송했다. 프리웨이 킬러라는 제목의 이 에피소드는 2014년에 처음 방송되었다.[223]

## 같이 보기
- 미국의 연쇄 살인범 목록
- 존 웨인 게이시
- 테드 번디
- 제프리 다머
- 티머시 맥베이
- 에일린 워노스
- 스티븐 웨인 앤더슨
- 앙헬 니에베스 디아스
- 찰스 맨슨

### 내용주
1. ↑  “Freeway Killer: Bonin Convicted for 10 Killings; Awaits Sentencing”. 《The Daily Record》 (Ellensburg, Washington). United Press International. 1982년 1월 7일. 8면. 2014년 3월 15일에 확인함.
2. ↑  “Around the Nation; California Murderer Gets Death Sentence”. 《The New York Times》. Associated Press. 1982년 3월 13일. 2009년 11월 4일에 확인함.
3. ↑  “Freeway Killer's Story: Ghastly Tale of Horror”. Gadsden Times. 1981년 2월 3일. 2018년 11월 27일에 확인함.
4. ↑  “California's 'Freeway Killer' Executed”. CNN.com. 1996년 2월 23일. 2020년 8월 3일에 원본 문서에서 보존된 문서. 2018년 11월 27일에 확인함.
5. 1 2 3 4  McDougal 1991
6. 1 2  “Execution Set for 'Freeway Fiend'”. 《Reading Eagle/Reading Times》. Associated Press. 1996년 2월 19일. A10면. 2014년 3월 15일에 확인함.
7. 1 2  William Bonin: The True Story of the Freeway Killer p. 5
8. ↑  “Boys' Killer Led a Twisted, Tortured Life”. San Francisco Chronicle. 1996년 2월 12일. 2018년 11월 27일에 확인함.
9. ↑  “Bonin Executed”. 《Daily News of Los Angeles》. 1996년 2월 23일. 2014년 3월 15일에 확인함.
10. 1 2 3  “Clues From a Condemned Man's Past”. 《Los Angeles Times》. 1996년 2월 18일. 2018년 11월 27일에 확인함.
11. ↑  “California Executes 14 Boys' Murderer”. The Hour. 1996년 2월 23일. 2018년 11월 26일에 확인함.
12. ↑  McDougal 1991
13. 1 2  News, Mara Bov Sun Special. “Murder Down The Freeway - NY Daily News”.
14. ↑  William Bonin: The True Story of the Freeway Killer p. 7
15. 1 2  “59 F.3d 815: William George Bonin, Petitioner-appellant, v. Arthur Calderon, As Warden of San Quentin State Prison;james Rowland, Director of the Californiadepartment of Corre”. Cases.justia.com. 2011년 4월 9일에 확인함.
16. ↑  “TruTV.com”. TruTV.com. 2011년 4월 9일에 확인함.
17. ↑  William Bonin: The True Story of the Freeway Killer p. 9
18. ↑  “Newsbank.com”. Nl.newsbank.com. 1989년 1월 10일. 2011년 6월 9일에 원본 문서에서 보존된 문서. 2011년 4월 9일에 확인함.
19. ↑  “People v. Bonin (1988)”.
20. ↑  “Reading Eagle - Google News Archive Search”. 《news.google.com》.
21. ↑  “News article”. 1996년 2월 19일. 2011년 4월 9일에 확인함.
22. 1 2 3  California, State of. “Capital Punishment”. 《www.cdcr.ca.gov》. 2012년 3월 9일에 원본 문서에서 보존된 문서. 2020년 11월 1일에 확인함.
23. 1 2 3  “Justia.com”. Cases.justia.com. 2011년 4월 9일에 확인함.
24. 1 2  “People v. Bonin (1988)”.
25. 1 2  William Bonin: The True Story of the Freeway Killer p. 10
26. ↑  McDougal 1991
27. 1 2  McDougal 1991
28. ↑  “Loislaw.com”. Loislaw.com. 2021년 3월 6일에 원본 문서에서 보존된 문서. 2011년 4월 9일에 확인함.
29. 1 2  “Resource.org”. 2010년 5월 17일에 원본 문서에서 보존된 문서. 2012년 10월 7일에 확인함.
30. ↑  Moehhringer, J. R. (1996년 2월 22일). “O.C. Victim Sees New Start in Bonin's End”.
31. ↑  William Bonin: The True Story of the Freeway Killer p. 11
32. ↑  “California District Attorney's Association (p. 21)” (PDF).
33. 1 2 3  “People v. Bonin, 46 Cal. 3d 659 - Casetext”. 《casetext.com》.
34. 1 2 3  McDougal 1991
35. ↑  Filkins, Dexter (1996년 2월 18일). “Clues From a Condemned Man's Past”.
36. ↑  “The Press-Courier - Google News Archive Search”. 《news.google.com》.
37. 1 2 3 4  McDougal 1991
38. 1 2 3 4 5 6  McDougal 1991
39. ↑  McDougal 1991
40. ↑  “Toledo Blade - Google News Archive Search”. 《news.google.com》.
41. 1 2 3  McDougal 1991
42. ↑  “Record-Journal - Google News Archive Search”. 《news.google.com》.
43. 1 2 3 4 5  True Crime June 1996. p.10
44. ↑  “News article”. 1980년 5월 7일. 2011년 4월 9일에 확인함.[깨진 링크(과거 내용 찾기)]
45. ↑  William Bonin: The True Story of the Freeway Killer p. 15
46. 1 2  California, State of. “Capital Punishment”. 《www.cdcr.ca.gov》. 2015년 7월 1일에 원본 문서에서 보존된 문서. 2020년 11월 1일에 확인함.
47. ↑  “Known as the Freeway Killer, Who Was William Bonin Really?”. 2012년 2월 14일에 원본 문서에서 보존된 문서. 2020년 11월 1일에 확인함.
48. ↑  William Bonin: The True Story of the Freeway Killer p. 39
49. ↑  William Bonin: The True Story of the Freeway Killer p. 84
50. ↑  “The Press-Courier - Google News Archive Search”. 《news.google.com》.
51. ↑  McDougal 1991
52. ↑  “LA Times October 21, 1980”. 2013년 1월 31일에 원본 문서에서 보존된 문서. 2020년 11월 1일에 확인함.
53. ↑  “Shelton v. City of Westminster (1982)”.
54. 1 2 3  McDougal 1991
55. ↑  McDougal 1992.
56. ↑  Times, Robert Lindsey and Special To the New York. “Testimony Graphic In 'Freeway Killings' Case”.
57. ↑  “Ocala Star-Banner - Google News Archive Search”. 《news.google.com》.
58. ↑  “News archives”. 1979년 8월 29일. 2011년 4월 9일에 확인함.[깨진 링크(과거 내용 찾기)]
59. ↑  “The Bulletin - Google News Archive Search”. 《news.google.com》.
60. ↑  William Bonin: The True Story of the Freeway Killer p. 20
61. ↑  “California Death Index: Robert C. Wirostek”.
62. ↑  “LA Times August 27, 1980.”. 2013년 2월 1일에 원본 문서에서 보존된 문서. 2020년 11월 1일에 확인함.
63. 1 2  “Santa Cruz Sentinel from Santa Cruz, California on September 24, 1980 · Page 47”.
64. ↑  William Bonin: The True Story of the Freeway Killer p. 108
65. ↑  “Frank Fox Death record”. Vitals.rootsweb.ancestry.com. 2011년 5월 10일에 원본 문서에서 보존된 문서. 2011년 4월 9일에 확인함.
66. ↑  “Palm Beach Post Sept. 21, 1980.”.[깨진 링크(과거 내용 찾기)]
67. 1 2  “The Bryan Times - Google News Archive Search”. 《news.google.com》.
68. ↑  “Beaver County Times - Google News Archive Search”. 《news.google.com》.
69. ↑  “LA Times March 26, 1980.”. 2013년 1월 31일에 원본 문서에서 보존된 문서. 2020년 11월 1일에 확인함.
70. ↑  “The San Bernardino County Sun from San Bernardino, California on June 13, 1980 · Page 1”.
71. ↑  “LA Times July 30, 1980.”. 2013년 1월 31일에 원본 문서에서 보존된 문서. 2020년 11월 1일에 확인함.
72. ↑  The Encyclopedia of Serial Killers p.81
73. ↑  “News archives”. 1980년 6월 11일. 2011년 4월 9일에 확인함.[깨진 링크(과거 내용 찾기)]
74. ↑  Encyclopedia of Capital Punishment in the United States p. 203
75. ↑  Encyclopedia of Capital Punishment in the United States, 2d edition p. 203
76. ↑  “A confessed accomplice of accused Freeway Killer William Bonin ...”.
77. ↑  “James Macabe Death record”. Vitals.rootsweb.ancestry.com. 2011년 5월 10일에 원본 문서에서 보존된 문서. 2011년 4월 9일에 확인함.
78. 1 2  “Gregory Matthew Miley pleaded innocent today to charges he ...”.
79. 1 2  True Crime June 1996. p.9
80. 1 2  Ellingwood, Ken (1996년 2월 11일). “'Freeway Killer' Bonin Nears Date With Execution”.
81. ↑  Ellingwood, Ken (1996년 2월 11일). “'Freeway Killer' Bonin Nears Date With Execution”.
82. ↑  Without Remorse: The Story of the Woman Who Kept Los Angeles' Serial Killers Alive p. 283
83. ↑  “California District Attorney's Association (p. 21)” (PDF).
84. ↑  Ellingwood, Ken (1996년 2월 19일). “The Other Victims of William Bonin”.
85. ↑  “Sarasota Herald-Tribune - Google News Archive Search”. 《news.google.com》.
86. ↑  “Ocala Star-Banner - Google News Archive Search”. 《news.google.com》.
87. ↑  McDougal 1991
88. 1 2  McDougal 1991
89. ↑  William Bonin: The True Story of the Freeway Killer p. 27
90. ↑  “The Press-Courier - Google News Archive Search”. 《news.google.com》.
91. 1 2  “Lodi News-Sentinel - Google News Archive Search”. 《news.google.com》.
92. ↑  “Beaver County Times. Sept. 21, 1980 edition”. 1980년 9월 21일. 2011년 4월 9일에 확인함.
93. ↑  “News archives”. 2011년 4월 9일에 확인함.
94. ↑  “The Bulletin - Google News Archive Search”. 《news.google.com》.
95. ↑  “At Death's Door”. 《Santa Ana Orange County Register》. 1996년 2월 22일. 2019년 8월 5일에 확인함.
96. 1 2 3 4 5 6  “FindLaw's United States Ninth Circuit case and opinions.”. 《Findlaw》.
97. ↑  “Eugene Register-Guard - Google News Archive Search”. 《news.google.com》.
98. ↑  “Bonin execution chronology of crimes”. Thefreelibrary.com. 2019년 4월 15일에 원본 문서에서 보존된 문서. 2011년 4월 9일에 확인함.
99. ↑  “Lakeland Ledger - Google News Archive Search”. 《news.google.com》.
100. ↑  “News archives”. 1980년 12월 26일. 2011년 4월 9일에 확인함.[깨진 링크(과거 내용 찾기)]
101. ↑  “News archives”. 2011년 4월 9일에 확인함.[깨진 링크(과거 내용 찾기)]
102. ↑  McDougal 1991
103. 1 2  HICKS, JERRY (1998년 6월 18일). “Bonin Accomplice Wants Freedom or Death, Not the Truth”.
104. ↑  “Two Charged with 14 Murders”. 《The Reading Eagle》. 1980년 7월 30일. 2018년 11월 26일에 확인함.
105. 1 2  McDougal 1991
106. ↑  William Bonin: The True Story of the Freeway Killer p. 46
107. ↑  True Crime June 1996. p.7
108. 1 2  McDougal 1991
109. ↑  William Bonin: The True Story of the "Freeway Killer p. 47
110. ↑  William Bonin: The True Story of the Freeway Killer p. 52
111. ↑  William Bonin: The True Story of the Freeway Killer p. 50
112. ↑  “TruTV.com”. TruTV.com. 2011년 4월 9일에 확인함.
113. ↑  “'Freeway Killer' Suspect Pleads”. Lodi News-Sentinel. 1980년 8월 9일. 2018년 11월 27일에 확인함.
114. ↑  McDougal 1991
115. ↑  Encyclopedia of Serial Killers p. 66
116. ↑  William Bonin: The True Story of the Freeway Killer p. 54
117. 1 2  “Ottawa Citizen - Google News Archive Search”. 《news.google.com》.
118. ↑  “Sarasota Herald-Tribune - Google News Archive Search”. 《news.google.com》.
119. ↑  William Bonin: The True Story of the Freeway Killer p. 65
120. 1 2  The Encyclopedia of Serial Killers p. 82
121. ↑  True Crime June 1996. p.11-12
122. ↑  “People v. Bonin (1988)”.
123. ↑  “Eugene Register-Guard - Google News Archive Search”. 《news.google.com》.
124. ↑  “People v. Bonin (1989)”.
125. ↑  “Spokane Daily Chronicle - Google News Archive Search”. 《news.google.com》.
126. ↑  “The Evening News - Google News Archive Search”. 《news.google.com》.
127. ↑  McDougal 1991
128. ↑  “The Milwaukee Journal - Google News Archive Search”. 《news.google.com》.[깨진 링크(과거 내용 찾기)]
129. ↑  “'Freeway Killer' suspects Gregory Miley and Vernon Butts have ...”.
130. ↑  “Vernon Butts, who confessed to taking part in the ...”.
131. ↑  “The Montreal Gazette - Google News Archive Search”. 《news.google.com》.
132. ↑  William Bonin: The True Story of the Freeway Killer p. 61
133. ↑  “Orange County DA's office to oppose parole for double murderer”. 2011년 11월 30일.
134. ↑  “Toledo Blade - Google News Archive Search”. 《news.google.com》.
135. ↑  “William Bonin, the prime suspect in the gruesome string ...”.
136. ↑  William Bonin: The True Story of the Freeway Killer p. 67
137. ↑  “The Spokesman-Review - Google News Archive Search”. 《news.google.com》.
138. 1 2 3  “People v. Bonin (1989)”.
139. ↑  “The Tuscaloosa News - Google News Archive Search”. 《news.google.com》.
140. ↑  “Toledo Blade - Google News Archive Search”. 《news.google.com》.
141. 1 2 3  True Crime June 1996. p.12
142. 1 2  “Boys' Killer Led a Twisted, Tortured Life”. San Francisco Chronicle. 1996년 2월 19일. 2018년 11월 27일에 확인함.
143. ↑  “William George Bonin, Petitioner-appellant, v. Arthur Calderon, As Warden of San Quentin State Prison;james Rowland, Director of the Californiadepartment of Corrections, Respondents-appellees, 59 F.3d 815 (9th Cir. 1995)”.
144. ↑  “The Press-Courier - Google News Archive Search”. 《news.google.com》.
145. ↑  “The Telegraph - Google News Archive Search”. 《news.google.com》.
146. ↑  True Crime June 1996. p.11
147. 1 2  William Bonin: The True Story of the Freeway Killer p. 66
148. 1 2  William Bonin: The True Story of the Freeway Killer p. 73
149. ↑  “The Free Lance-Star - Google News Archive Search”. 《news.google.com》.
150. ↑  “Lakeland Ledger - Google News Archive Search”. 《news.google.com》.
151. 1 2  AP. “'Freeway Killer' Arguments End; Coast Jury Will Get Case Monday”.
152. ↑  “The Victoria Advocate - Google News Archive Search”. 《news.google.com》.
153. ↑  “Times Daily - Google News Archive Search”. 《news.google.com》.
154. 1 2  “The Victoria Advocate - Google News Archive Search”. 《news.google.com》.
155. ↑  “Park City Daily News - Google News Archive Search”. 《news.google.com》.
156. ↑  “Beaver County Times - Google News Archive Search”. 《news.google.com》.
157. ↑  McDougal 1991
158. ↑  “Lakeland Ledger - Google News Archive Search”. 《news.google.com》.
159. ↑  Ellingwood, Ken (1996년 2월 18일). “Bonin Has Outlived Some of the Key Players From His Investigation, Trial”. 《Los Angeles Times》.
160. ↑  “Reading Eagle - Google News Archive Search”. 《news.google.com》.
161. ↑  “Observer-Reporter - Google News Archive Search”. 《news.google.com》.
162. ↑  “The Montreal Gazette - Google News Archive Search”. 《news.google.com》.
163. ↑  “Ocala Star-Banner - Google News Archive Search”. 《news.google.com》.[깨진 링크(과거 내용 찾기)]
164. ↑  “Reading Eagle - Google News Archive Search”. 《news.google.com》.
165. 1 2  “Freeway Killer William Bonin, already facing the gas chamber ...”.
166. ↑  William Bonin: The True Story of the Freeway Killer p. 80
167. ↑  “The Des Moines Register from Des Moines, Iowa on August 3, 1983 · Page 8”.
168. ↑  William Bonin: The True Story of the Freeway Killer p. 82
169. ↑  “The Telegraph - Google News Archive Search”. 《news.google.com》.
170. ↑  “Reading Eagle - Google News Archive Search”. 《news.google.com》.
171. ↑  “Orange County's Condemned”. 《Los Angeles Times》. 1992년 4월 19일.
172. ↑  “Southern California's most infamous killers - Daily Titan”. 2012년 2월 27일.
173. 1 2  “The Execution of William Bonin”. 1996년 2월 23일.
174. ↑  William Bonin: The True Story of the Freeway Killer p. 94
175. 1 2  “TruTV.com”.
176. ↑  “Lodi News-Sentinel - Google News Archive Search”. 《news.google.com》.
177. ↑  “William George Bonin, Petitioner-appellant, v. Arthur Calderon, As Warden of San Quentin State Prison;james Rowland, Director of the Californiadepartment of Corrections, Respondents-appellees, 59 F.3d 815 (9th Cir. 1995)”.
178. 1 2  Bailey, Eric; Ellingwood, Ken (1996년 2월 21일). “Wilson Denies Bonin's Plea to Halt Execution”.
179. ↑  “Here are the 13 Men Executed in California Since 1978”. 《Los Angeles Times》. 2014년 7월 16일. 2018년 11월 9일에 확인함.[깨진 링크(과거 내용 찾기)]
180. ↑  “Life After Death Penalty”. 《Beach Magazine》. Littoral. 2000년 4월 5일. 2001년 4월 30일에 원본 문서에서 보존된 문서. 2011년 2월 18일에 확인함.
181. ↑  “Bonin Executed\ Serial killer dies in state's 1st lethal injection. - Free Online Library”. 《www.thefreelibrary.com》. 2012년 1월 27일에 원본 문서에서 보존된 문서. 2022년 3월 5일에 확인함.
182. ↑  “'Freeway Killer' William Bonin is Executed: Sadistic Slayer Confessed to 21 Murders”. 《Los Angeles Times》. 1996년 2월 23일. 2019년 5월 24일에 확인함.
183. ↑  Filkins, Dexter (1996년 2월 24일). “Condemned--but Not Without Friends to End”.
184. 1 2  William Bonin: The True Story of the Freeway Killer p. 104
185. ↑  “Kingman Daily Miner - Google News Archive Search”. 《news.google.com》.
186. ↑  McDougal 1991
187. ↑  “The Tuscaloosa News - Google News Archive Search”. 《news.google.com》.
188. ↑  “News article”. 1981년 2월 25일. 2011년 4월 9일에 확인함.
189. ↑  “Observer-Reporter - Google News Archive Search”. 《news.google.com》.
190. ↑  “The Press-Courier - Google News Archive Search”. 《news.google.com》.
191. ↑  “'Freeway Killer' suspects Gregory Miley and Vernon Butts have ...”.
192. ↑  “Kingman Daily Miner - Google News Archive Search”. 《news.google.com》.[깨진 링크(과거 내용 찾기)]
193. ↑  “Reading Eagle - Google News Archive Search”. 《news.google.com》.
194. ↑  McDougal 1991
195. ↑  McDougal 1991
196. ↑  McDougal 1991
197. ↑  “TruTV.com”.
198. ↑  McDougal 1991
199. ↑  “The Sydney Morning Herald - Google News Archive Search”. 《news.google.com》.
200. ↑  McDougal 1991
201. ↑  McDougal 1991
202. ↑  Wicked Deeds: Murder In America p. 177
203. ↑  “Dead man waiting”. 1996년 2월 20일.
204. ↑  “Boca Raton News - Google News Archive Search”. 《news.google.com》.
205. ↑  William Bonin: The True Story of the Freeway Killer p. 103
206. ↑  Ellingwood, Ken (1996년 2월 19일). “The Other Victims of William Bonin”.
207. ↑  “Sole Survivor Of Notorious 'Freeway Killer' Speaks Out”. 2011년 12월 24일.
208. ↑  “TruTV.com.”.
209. ↑  William Bonin: The True Story of the Freeway Killer p. 110
210. ↑  McDougal 1991
211. 1 2  “Inmate Locator”. State of California. 2023년 7월 12일에 원본 문서에서 보존된 문서. 2013년 5월 29일에 확인함.
212. ↑  “'Freeway Killer' accomplice denied parole”. 2014년 8월 21일.
213. ↑  “Lodi News-Sentinel - Google News Archive Search”. 《news.google.com》.
214. ↑  “Lodi News-Sentinel - Google News Archive Search”. 《news.google.com》.
215. ↑  “Press Release”. 《orangecountyda.org》.
216. ↑  “Accomplice of notorious 'Freeway Killer' fatally beaten in prison”. 《LA Times》. 2016년 5월 26일.
217. ↑  Locke, Cathy (2016년 5월 26일). “Homicide suspected in Mule Creek prison inmate's death”.
218. ↑  “cdcr.gov p. 80” (PDF). 2016년 12월 3일에 원본 문서 (PDF)에서 보존된 문서. 2020년 11월 1일에 확인함.
219. ↑  “Gregory Matthew Miley, Accomplice of "Freeway Killer" William Bonin, Seeks Parole”. OC Weekly. 2011년 11월 30일. 2013년 6월 18일에 원본 문서에서 보존된 문서. 2013년 5월 29일에 확인함.
220. ↑  “cdcr.ca.gov: lifer scheduling and tracking system” (PDF). 2014년 11월 14일에 원본 문서 (PDF)에서 보존된 문서. 2016년 5월 5일에 확인함.
221. ↑  “Lodi News-Sentinel - Google News Archive Search”. 《news.google.com》.
222. ↑  William Bonin: The True Story of the Freeway Killer p. 90
223. ↑  “Crimeandinvestigation.com”. 2016년 3월 14일에 원본 문서에서 보존된 문서. 2016년 4월 26일에 확인함.

## 인용 작품 및 추가 자료
- Lane, Brian; Gregg, Wilfred (1992). 《The Encyclopedia of Serial Killers》. Headline Books. ISBN 978-0-7472-3731-0.
- McDougal, Dennis (1991). 《Angel of Darkness: The True Story of Randy Kraft and the Most Heinous Murder Spree of the Century》. New York: Warner Books. ISBN 978-0-7088-5342-9. OCLC 28747742. Angel of Darkness: The True Story of Randy Kraft and the Most Heinous Murder Spree of the Century - 구글 도서
- Newton, Michael (2006). 《The Encyclopedia of Serial Killers》. Checkmark Books. ISBN 978-0-8160-3979-1.
- Rosewood, Jack (2015). 《William Bonin: The True Story of the Freeway Killer》. CreateSpace. ISBN 978-1-5196-3119-0.
- Strand, Ginger (2012). 《Killer on the Road: Violence and the American Interstate》. Austin: University of Texas Press. ISBN 978-0-292-72637-6.
- Wynn, Douglas (1996). 《On Trial For Murder》. Pan Books. ISBN 978-0-3303-3947-6.